# Gia Lai
Gia Lai là một tỉnh nằm ở khu vực Nam Trung Bộ, miền Trung Việt Nam và là tỉnh có diện tích lớn thứ hai Việt Nam. Trung tâm hành chính của tỉnh là phường Quy Nhơn.
Theo dữ liệu Sáp nhập tỉnh, thành Việt Nam 2025, 	Gia Lai	có diện tích: 	21.577	km²,	xếp thứ	2; dân số:	3.583.693	người,	xếp thứ	15; GRDP 2024: 	242.007.551	triệu VNĐ, xếp thứ	19; thu ngân sách 2024:	22.736.658	triệu VNĐ, xếp thứ	19; thu nhập bình quân:	47,93	triệu VNĐ/năm, 	xếp thứ	26.
Gia Lai cũng là một địa bàn chiến lược về quốc phòng, là nơi đóng trụ sở Bộ Tư lệnh Quân đoàn 34 và Bộ Tư lệnh Binh đoàn 15.
Nguồn gốc tên gọi Gia Lai bắt nguồn từ chữ Jarai, tên gọi của một dân tộc thiểu số trong tỉnh, cách gọi này vẫn còn giữ trong tiếng của người Ê-đê, Ba Na, Lào, Thái Lan và Campuchia để gọi vùng đất này là Jarai, Charay có nghĩa là vùng đất của người Jarai, có lẽ ám chỉ vùng đất của Thủy Xá và Hỏa Xá thuộc tiểu quốc Jarai xưa.

## Địa lý
Gia Lai là một tỉnh nằm ở cả vùng núi và ven biển, nằm ở Nam Trung Bộ với độ cao trung bình từ 700 - 800 mét so với mực nước biển đối với vùng núi và 0 - 30 mét đối với đồng bằng. Gia Lai cách Hà Nội 1.120 km, cách Đà Nẵng 396 km, cách Thành phố Hồ Chí Minh 491 km. Tỉnh Gia Lai trải dài từ 12°58'20" đến 14°36'30" vĩ bắc, từ 107°27'23" đến 108°54'40"kinh đông.
- Phía đông giáp Biển Đông
- Phía tây giáp tỉnh Ratanakiri, Campuchia
- Phía nam giáp tỉnh Đắk Lắk
- Phía bắc giáp tỉnh Quảng Ngãi.

### Điều kiện tự nhiên
Gia Lai nằm trên một phần của nền đá cổ rộng lớn, dày trên 4.000 m, thuộc Địa khối Kon Tum. Gần vào phía cuối nam của khối núi Trường Sơn Nam. Gia Lai nằm gần như hoàn toàn phía đông dãy Trường Sơn. Khối địa khối nâng lên không đều từ cuối kỷ Đệ Tam. Nhưng địa hình được núi lửa và phong hóa nhiều năm trở nên bằng phẳng tạo nên các cao nguyên không hoàn toàn bằng phẳng mà nhấp nhô nhiều đồi xen kẽ các vùng tương đối trũng. Địa hình thấp dần từ bắc xuống nam và nghiêng từ đông sang tây, với các đồi núi, cao nguyên và thung lũng xen kẽ nhau khá phức tạp. Càng gần về phía nam chia nhau một nửa vùng đồng bằng với Đăk Lăk, và vùng thấp phía tây của Campuchia. Địa hình Gia Lai có thể chia thành 3 dạng chính là địa hình đồi núi, cao nguyên và thung lũng. Trong đó, cao nguyên là dạng địa hình phổ biến và quan trọng của Gia Lai, với hai cao nguyên là Cao nguyên Kon Hà Nừng và Cao nguyên Pleiku. Địa hình thứ hai là địa hình đồi núi, chiếm 2/5 diện tích tự nhiên toàn tỉnh, phần lớn nằm ở phía bắc, địa hình núi phân cách mạnh, bề mặt các dạng địa hình khác của Gia Lai như các cao nguyên, những thung lũng đồng bằng cũng đều rải rác có núi, độ cao trung bình của cả 2 cao nguyên là 800m, với đỉnh Kon Ka Kinh - "nóc nhà" của Gia Lai. Sự dập vỡ kiến tạo đa dạng là cơ sở cho trữ lượng nước ngầm. Các vùng trũng tương đối thường hình thành các con sông khi đi qua vùng đứt gãy đột ngột xuống vùng đồng bằng tạo nên các thác nước nổi tiếng ở đây. Địa hình thứ ba là Các vùng trũng, những vùng này sớm được con người khai thác để sản xuất lương thực. Hầu hết các vùng trũng nằm ở phía nam của tỉnh, các thung lũng ở đông nam. Ngoài ra đất đai Gia Lai được chia làm 27 loại khác nhau, gồm 7 nhóm chính: đất phù sa, đất xám, đất đen, đất đỏ, đất mùn vàng đỏ, nhóm đất xói mòn trơ sỏi đá. Chủ yếu là nhóm đất đỏ bazan, phân bố ở cao nguyên Pleiku, dày cho canh tác, các loại đất khác chủ yếu ở các cùng đất rìa cao nguyên hoặc vùng trũng, ven các con sông.
Gia Lai thuộc vùng khí hậu nhiệt đới gió mùa, dồi dào về độ ẩm, có lượng mưa lớn, không có bão và sương muối, ngoài ra nhiệt độ còn phụ thuộc vào độ cao các vùng. Khí hậu ở đây được chia làm 2 mùa rõ rệt là mùa mưa và mùa khô. Trong đó, mùa mưa thường bắt đầu từ tháng 5 và kết thúc vào tháng 10. Mùa khô từ tháng 11 đến tháng 4 năm sau. Nhiệt độ trung bình năm là 22 – 250C. Vùng vùng Đông Trường Sơn từ 1.200 – 1.750 mm, Tây Trường Sơn có lượng mưa trung bình năm từ 2.200 – 2.500 mm. Khí hậu và thổ nhưỡng Gia Lai rất thích hợp cho việc phát triển nhiều loại cây công nghiệp ngắn và dài ngày, chăn nuôi và kinh doanh tổng hợp nông lâm nghiệp đem lại hiệu quả kinh tế cao.
Toàn tỉnh có 27 loại đất, được hình thành trên nhiều loại đá mẹ thuộc 7 nhóm chính. Tài nguyên khoáng sản là một tiềm năng kinh tế quan trọng của tỉnh Gia Lai, với nhiều khoáng sản, nổi bật nhất là vàng, nguồn vật liệu xây dựng, bô xít ( kim loại nhôm) và đá quý.

## Hành chính
Tỉnh Gia Lai có 135 đơn vị hành chính cấp xã, gồm 25 phường và 110 xã.
| Tên            | Diện tích (km²) | Dân số (người) |
| -------------- | --------------- | -------------- |
| Phường (25)    |                 |                |
| An Bình        | 73,13           | 30.851         |
| An Khê         | 57,44           | 50.495         |
| An Nhơn        | 34,62           | 49.408         |
| An Nhơn Bắc    | 31,95           | 38.484         |
| An Nhơn Đông   | 17,21           | 26.443         |
| An Nhơn Nam    | 60,05           | 31.651         |
| An Phú         | 32,49           | 40.684         |
| Ayun Pa        | 17,61           | 26.820         |
| Bình Định      | 25,16           | 42.768         |
| Bồng Sơn       | 81,11           | 41.435         |
| Diên Hồng      | 26,71           | 63.378         |
| Hoài Nhơn      | 40,32           | 43.167         |
| Hoài Nhơn Bắc  | 89,45           | 44.581         |
| Hoài Nhơn Đông | 64,36           | 44.634         |
| Hoài Nhơn Nam  | 37,67           | 32.707         |
| Hoài Nhơn Tây  | 78,15           | 25.572         |
| Hội Phú        | 34,86           | 46.358         |
| Pleiku         | 25,00           | 79.466         |
| Quy Nhơn       | 21,78           | 129.326        |
| Quy Nhơn Bắc   | 23,70           | 45.746         |
| Quy Nhơn Đông  | 81,97           | 47.067         |
| Quy Nhơn Nam   | 36,36           | 73.296         |
| Quy Nhơn Tây   | 118,63          | 24.859         |
| Tam Quan       | 29,82           | 24.858         |
| Thống Nhất     | 22,92           | 48.721         |
| Xã (110)       |                 |                |
| Al Bá          | 109,06          | 17.420         |
| An Hòa         | 101,48          | 14.182         |
| An Lão         | 103,87          | 10.703         |
| An Lương       | 66,57           | 37.958         |
| An Nhơn Tây    | 75,50           | 20.178         |
| An Toàn        | 295,34          | 1.790          |
| An Vinh        | 196,19          | 6.522          |
| Ayun           | 202,24          | 12.692         |

| Tên        | Diện tích (km²) | Dân số (người) |
| ---------- | --------------- | -------------- |
| Ân Hảo     | 95,46           | 22.390         |
| Ân Tường   | 227,45          | 18.582         |
| Bàu Cạn    | 114,25          | 22.266         |
| Biển Hồ    | 170,44          | 40.983         |
| Bình An    | 80,97           | 34.118         |
| Bình Dương | 65,81           | 27.314         |
| Bình Hiệp  | 161,23          | 22.441         |
| Bình Khê   | 151,83          | 21.680         |
| Bình Phú   | 200,46          | 23.319         |
| Bờ Ngoong  | 172,11          | 31.436         |
| Canh Liên  | 331,67          | 2.357          |
| Canh Vinh  | 258,72          | 16.832         |
| Cát Tiến   | 103,36          | 33.523         |
| Chơ Long   | 195,07          | 7.739          |
| Chư A Thai | 133,92          | 21.654         |
| Chư Krey   | 195,59          | 9.468          |
| Chư Păh    | 103,58          | 19.446         |
| Chư Prông  | 124,77          | 33.892         |
| Chư Pưh    | 184,44          | 33.374         |
| Chư Sê     | 124,93          | 68.975         |
| Cửu An     | 132,96          | 19.874         |
| Đăk Đoa    | 83,37           | 37.049         |
| Đăk Pơ     | 223,33          | 18.580         |
| Đăk Rong   | 516,25          | 6.277          |
| Đăk Sơmei  | 344,24          | 14.910         |
| Đăk Song   | 327,49          | 4.764          |
| Đề Gi      | 94,97           | 45.550         |
| Đức Cơ     | 124,66          | 23.575         |
| Gào        | 182,47          | 15.957         |
| Hòa Hội    | 87,06           | 26.133         |
| Hoài Ân    | 115,72          | 35.037         |
| Hội Sơn    | 182,34          | 14.314         |
| H'Ra       | 230,89          | 14.355         |
| Ia Băng    | 116,24          | 31.035         |
| Ia Boòng   | 196,07          | 18.840         |

| Tên        | Diện tích (km²) | Dân số (người) |
| ---------- | --------------- | -------------- |
| Ia Chia    | 172,86          | 9.065          |
| Ia Dom     | 145,43          | 9.157          |
| Ia Dreh    | 379,69          | 16.643         |
| Ia Dơk     | 100,53          | 17.829         |
| Ia Grai    | 239,84          | 24.625         |
| Ia Hiao    | 108,38          | 21.352         |
| Ia Hrú     | 241,80          | 37.165         |
| Ia Hrung   | 169,15          | 37.219         |
| Ia Khươl   | 351,97          | 17.151         |
| Ia Ko      | 210,72          | 24.935         |
| Ia Krái    | 307,83          | 28.889         |
| Ia Krêl    | 146,92          | 22.944         |
| Ia Lâu     | 215,02          | 23.105         |
| Ia Le      | 316,88          | 24.289         |
| Ia Ly      | 210,56          | 13.847         |
| Ia Mơ      | 435,60          | 3.380          |
| Ia Nan     | 90,31           | 8.663          |
| Ia O       | 137,39          | 11.301         |
| Ia Pa      | 103,19          | 31.021         |
| Ia Phí     | 212,03          | 23.325         |
| Ia Pia     | 238,59          | 20.326         |
| Ia Pnôn    | 114,01          | 5.922          |
| Ia Púch    | 267,30          | 4.185          |
| Ia Rbol    | 154,97          | 10.220         |
| Ia Rsai    | 473,69          | 22.578         |
| Ia Sao     | 114,60          | 8.397          |
| Ia Tôr     | 102,31          | 17.469         |
| Ia Tul     | 587,51          | 20.304         |
| K'Bang     | 288,83          | 25.281         |
| K'Dang     | 178,88          | 22.686         |
| Kim Sơn    | 202,70          | 14.008         |
| Kon Chiêng | 273,51          | 9.971          |
| Kon Gang   | 145,84          | 22.529         |
| Kông Bơ La | 133,42          | 17.468         |
| Kông Chro  | 200,79          | 20.936         |

| Tên            | Diện tích (km²) | Dân số (người) |
| -------------- | --------------- | -------------- |
| Krong          | 311,58          | 6.046          |
| Lơ Pang        | 316,16          | 17.666         |
| Mang Yang      | 173,59          | 30.302         |
| Ngô Mây        | 61,42           | 25.651         |
| Nhơn Châu      | 3,62            | 2.350          |
| Phù Cát        | 83,96           | 51.436         |
| Phù Mỹ         | 54,47           | 28.496         |
| Phù Mỹ Bắc     | 100,98          | 28.766         |
| Phù Mỹ Đông    | 85,62           | 43.428         |
| Phù Mỹ Nam     | 85,10           | 27.185         |
| Phù Mỹ Tây     | 97,53           | 18.543         |
| Phú Thiện      | 262,87          | 49.393         |
| Phú Túc        | 357,97          | 37.241         |
| Pờ Tó          | 177,90          | 14.378         |
| Sơn Lang       | 451,01          | 11.106         |
| S'Ró           | 343,88          | 8.219          |
| Tây Sơn        | 97,70           | 48.945         |
| Tơ Tung        | 141,35          | 10.952         |
| Tuy Phước      | 53,37           | 77.452         |
| Tuy Phước Bắc  | 37,03           | 49.495         |
| Tuy Phước Đông | 60,66           | 58.440         |
| Tuy Phước Tây  | 68,81           | 36.006         |
| Uar            | 412,31          | 22.215         |
| Vạn Đức        | 111,88          | 21.617         |
| Vân Canh       | 208,75          | 13.850         |
| Vĩnh Quang     | 89,35           | 9.074          |
| Vĩnh Sơn       | 328,89          | 6.029          |
| Vĩnh Thạnh     | 164,76          | 10.062         |
| Vĩnh Thịnh     | 133,91          | 10.839         |
| Xuân An        | 67,61           | 30.502         |
| Ya Hội         | 215,75          | 8.753          |
| Ya Ma          | 176,88          | 8.830          |

## Lịch sử

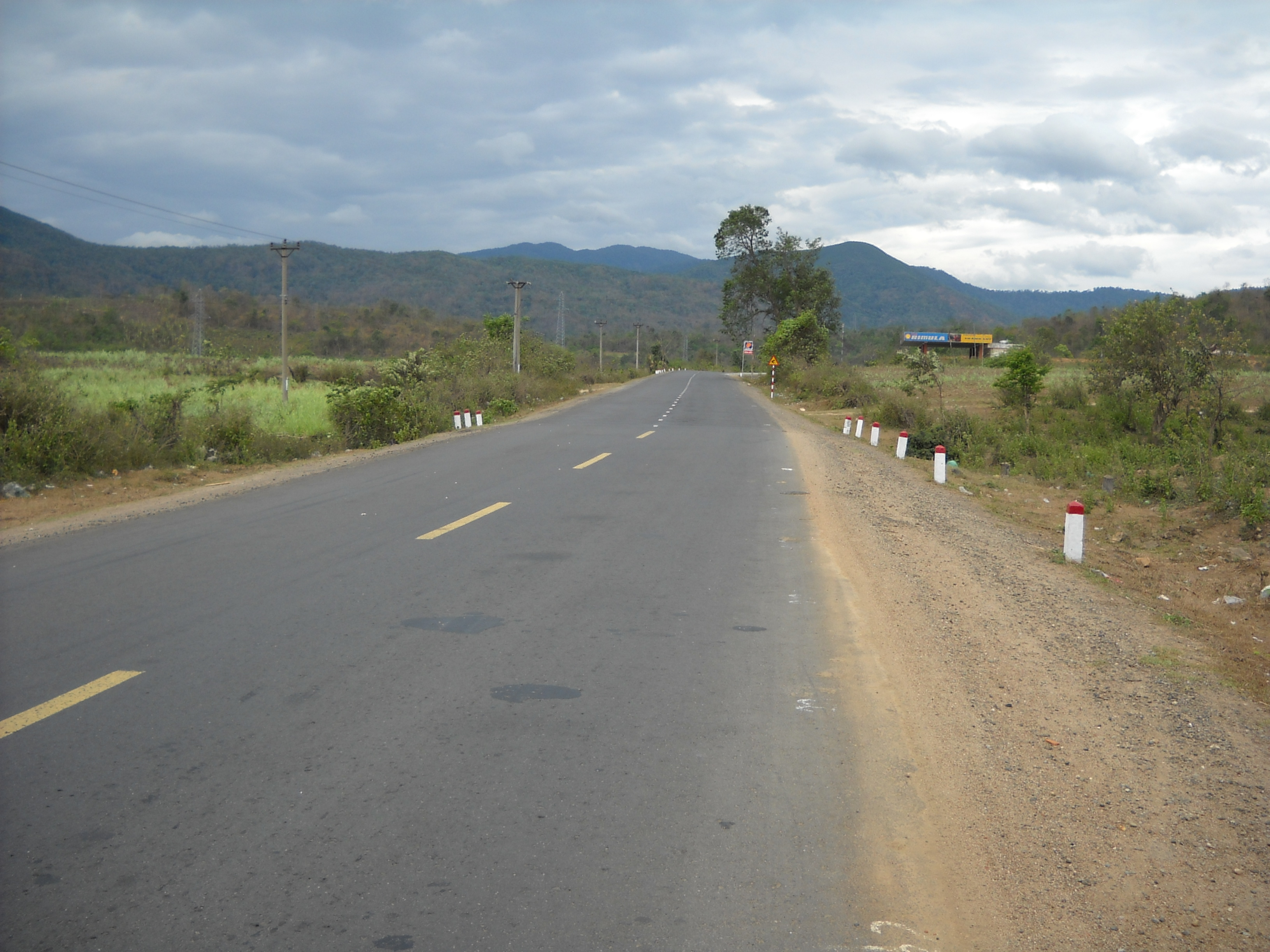
Dãy Trường Sơn Nam

Tỉnh Gia Lai ngày nay xưa kia là địa bàn sinh sống lâu đời của các dân tộc Jrai, Ba Na, Chăm H'roi, tập quán sống thành từng làng. Trước khi người Pháp đặt ách đô hộ lên Tây Nguyên, các dân tộc Gia Lai đang ở giai đoạn cuối của xã hội nguyên thủy chuyển sang giai đoạn xã hội có giai cấp.
Từ những năm đầu thập niên 40 của thế kỷ 19, các giáo sĩ người Pháp bắt đầu truyền đạo ở khu vực cư trú của người Ba Na thuộc xã Hà Tây thuộc huyện Chư Păh và xã Hà Đông thuộc địa phận huyện Đăk Đoa ngày nay. Lúc này người Pháp ngày càng tiến sâu vào Bắc Tây Nguyên, đồng thời tạo nên những xáo trộn mới bằng những chính sách chia để trị, dựa vào nhóm này để chống nhóm khác, chia rẽ Kinh - Thượng, chia rẽ các dân tộc trong tỉnh, trong khu vực với nhau.
Cuối thế kỷ 19 đến đầu thế kỷ 20, Pháp đã từng bước thiết lập bộ máy cai trị trên đất Gia Lai. Sau nhiều lần thay đổi, sáp nhập, chia tách để thành lập các đơn vị hành chính trên vùng Tây Nguyên, ngày 24 tháng 5 năm 1932, theo Nghị định Toàn quyền Đông Dương lúc này tỉnh Pleiku được thành lập.
Đến trước Cách mạng tháng 8 năm 1945, tỉnh Pleiku có Thị xã Pleiku, huyện An Khê, huyện Plei Kli, huyện Chư Ty và huyện Cheo Reo.
Sau năm 1945, chính quyền cách mạng gọi là tỉnh Gia Lai. Tháng 6 năm 1946, Pháp chiếm lại vùng đất Gia Lai và gọi tên đây là tỉnh Pleiku. Giai đoạn từ năm 1946 đến năm 1954, tỉnh Pleiku nói riêng, Tây Nguyên nói chung trải qua nhiều lần chủ thể cai quản theo các văn bản của chính quyền thực dân.
Tuy nhiên về phía chính quyền cách mạng, trong những năm kháng chiến chống Pháp, vẫn gọi là tỉnh Gia Lai, nhưng qua từng thời điểm khác nhau, tỉnh Gia Lai lại thuộc sự chỉ đạo trực tiếp của các cơ quan khác nhau trong khu vực, các huyện trong tỉnh cũng nhiều lần thay đổi tên gọi và địa giới hành chính.
Dưới chính thể Việt Nam Cộng hòa thì tỉnh mang tên Pleiku với ba quận. Năm 1962 tách quận Cheo Reo lập tỉnh Phú Bổn nên Pleiku chỉ còn hai quận: Lệ Trung và Lệ Thanh. trước năm 1958 thì đổi Lệ Thanh thành Thanh An.

Sau năm 1975, tỉnh Pleiku đổi tên thành tỉnh Gia Lai.

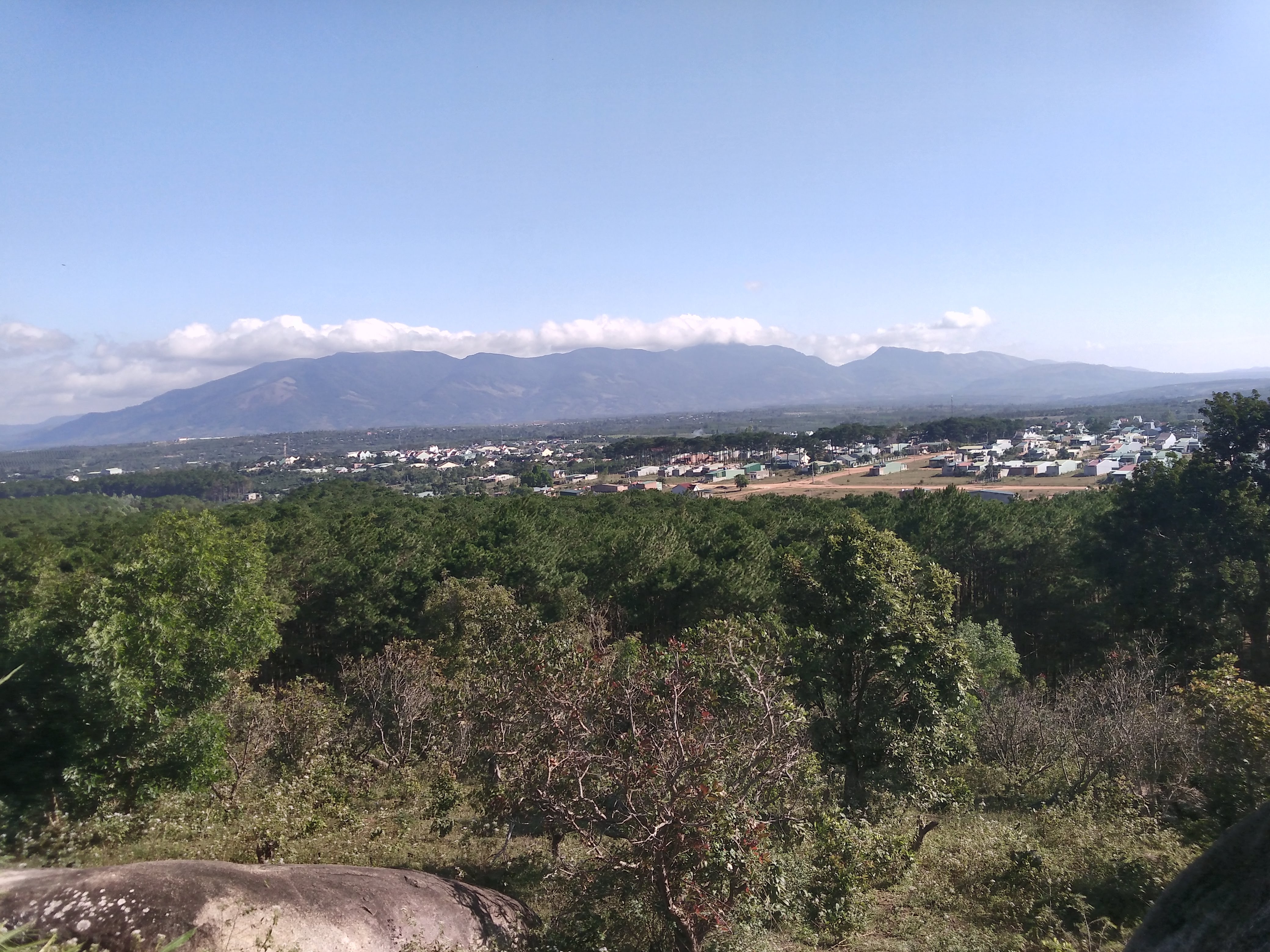
Thị trấn Kon Dơng (huyện Mang Yang)

Ngày 20 tháng 9 năm 1975, thực hiện theo Nghị quyết của Bộ Chính trị, hợp nhất hai tỉnh Gia Lai và Kon Tum thành tỉnh mới là Gia Lai - Kon Tum.
Ngày 23 tháng 4 năm 1979, chia huyện Ayun Pa thành 2 huyện: Ayun Pa và Krông Pa.
Ngày 17 tháng 8 năm 1981, thành lập huyện Chư Sê trên cơ sở tách ra từ 2 huyện: Chư Prông và Mang Yang.
Ngày 28 tháng 12 năm 1984, chia huyện An Khê thành 2 huyện: An Khê và K'Bang.
Ngày 30 tháng 5 năm 1988, chia tiếp huyện An Khê thành 2 huyện: An Khê và Kông Chro.
Ngày 12 tháng 8 năm 1991, theo Nghị quyết kỳ họp thứ 9 của Quốc hội khoá VIII, Gia Lai - Kon Tum tách thành 2 tỉnh: Gia Lai và Kon Tum. Khi tách ra, tỉnh Gia Lai có tỉnh lị là thị xã Pleiku và 9 huyện: An Khê, Ayun Pa, Chư Păh, Chư Prông, Chư Sê, K'Bang, Kông Chro, Krông Pa, Mang Yang.
Ngày 15 tháng 10 năm 1991, thành lập huyện Đức Cơ trên cơ sở tách ra từ 2 huyện: Chư Păh và Chư Prông.
Ngày 11 tháng 11 năm 1996, chia huyện Chư Păh thành 2 huyện: Chư Păh và Ia Grai.

Ngày 24 tháng 4 năm 1999, chuyển thị xã Pleiku thành thành phố Pleiku.

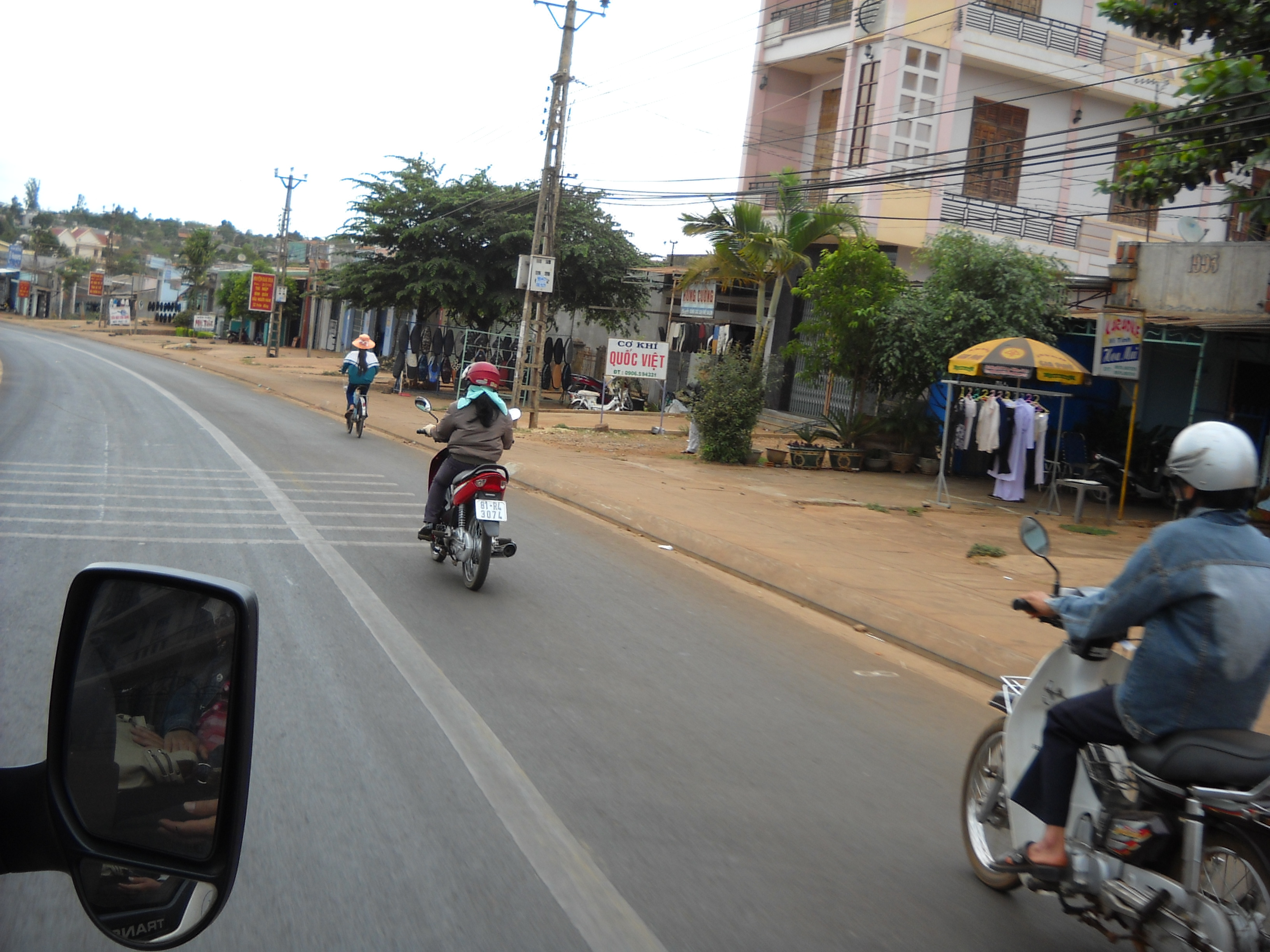
Thị trấn Đăk Đoa

Ngày 21 tháng 8 năm 2000, chia huyện Mang Yang thành 2 huyện: Mang Yang và Đăk Đoa.
Ngày 18 tháng 12 năm 2002, chia huyện Ayun Pa thành 2 huyện: Ayun Pa và Ia Pa.
Ngày 9 tháng 12 năm 2003, chia huyện An Khê thành thị xã An Khê và huyện Đăk Pơ.
Ngày 26 tháng 4 năm 2007, chia huyện Ayun Pa thành thị xã Ayun Pa và huyện Phú Thiện.
Ngày 27 tháng 8 năm 2009, chia huyện Chư Sê thành 2 huyện: Chư Sê và Chư Pưh.
Tỉnh Gia Lai có 1 thành phố, 2 thị xã và 14 huyện trước 12/6/2025.
Ngày 12 tháng 6 năm 2025, Quốc hội ban hành Nghị quyết số 202/2025/QH15 về việc sắp xếp đơn vị hành chính cấp tỉnh (nghị quyết có hiệu lực từ ngày 12 tháng 6 năm 2025). Theo đó, sáp nhập tỉnh Bình Định vào tỉnh Gia Lai.
Sau khi sáp nhập, tỉnh Gia Lai có 21.576,53 km² diện tích tự nhiên và quy mô dân số là 3.583.693 người.

## Dân số

### Lịch sử phát triển dân số
| Năm  | Số dân (người) | Năm  | Số dân (người) | Năm  | Số dân (người) | Năm  | Số dân (người) |
| ---- | -------------- | ---- | -------------- | ---- | -------------- | ---- | -------------- |
| 1995 | 850.700        | 2000 | 1.026.300      | 2005 | 1.174.600      | 2009 | 1.281.000      |
| 1996 | 881.500        | 2001 | 1.065.600      | 2006 | 1.200.500      | 2010 | 1.301.600      |
| 1997 | 912.800        | 2002 | 1.092.900      | 2007 | 1.225.500      | 2011 | 1.322.000      |
| 1998 | 946.100        | 2003 | 1.119.100      | 2008 | 1.251.300      | 2019 | 1.513.847      |
| 1999 | 981.500        | 2004 | 1.147.100      | 2020 | 1.541.829      | 2023 | 1.613.895      |

Theo thống kê năm 2023 tỉnh Gia Lai có diện tích 1.613.895 km², dân số năm 2020 là 1.541.829 người, mật độ dân số đạt 99 người/km².
Tính đến ngày 1 tháng 4 năm 2019, dân số toàn tỉnh Gia Lai đạt gần 1.513.847 người, mật độ dân số đạt 102 người/km². Dân số phân bố rất không đều: tại tp. Pleiku đã chiếm 27,53% dân cư của toàn tỉnh Gia Lai với mật độ rất cao lên tới 1662 người/km2, tại thị xã An Khê là 408 người/km2, các huyện, thị xã còn lại đều có mật độ dưới 200 người/km2, thậm chí huyện K'Bang chỉ có mật độ 45 người/km2, chỉ bằng 1/2 tiêu chuẩn mật độ trung bình. Trong đó dân số sống tại thành thị đạt 438.062 người, chiếm 28,9% dân số toàn tỉnh, dân số sống tại nông thôn đạt 1.075.785 người, chiếm 71,1% dân số. Dân số nam đạt 758.759 người, trong khi đó nữ đạt 755.258 người. Tỷ lệ tăng tự nhiên dân số phân theo địa phương tăng 1,72 ‰ Tỷ lệ đô thị hóa tính đến năm 2022 đạt 31%.
Theo thống kê của tổng cục thống kê Việt Nam, tính đến ngày 1 tháng 4 năm 2009, toàn tỉnh Gia Lai có 38 dân tộc cùng người nước ngoài sinh sống. Trong đó dân tộc Kinh chiếm nhiều nhất với 713.403 người, người Gia Rai có 372.302 người, người Ba Na có 150.416 người, người Tày có 10.107 người, người Nùng có 10.045 người, tiếp theo là người Mường có 6.133 người, người Thái có 3.584 người, người Dao có 4.420 người.
Tính đến ngày 1 tháng 4 năm 2019, Toàn tỉnh Gia Lai có 10 Tôn giáo khác nhau chiếm 397.566 người, Trong đó, nhiều nhất là Công giáo có 166.996 người, đạo Tin Lành có 142.220 người, xếp thứ ba là Phật giáo có 85.229 người, đạo Cao Đài có 2.971 người, cùng các đạo khác như Bahá'í có 59 người, Phật giáo Hòa Hảo có 41 người, Đạo Tứ Ân Hiếu Nghĩa có 23 người, Minh Lý Đạo có 18 người, Tịnh độ cư sĩ Phật hội Việt Nam có năm người, ít nhất là Hồi giáo với 4 người.

## Kinh tế
Gia Lai có tiềm năng về thủy điện rất lớn với trữ năng lý thuyết khoảng 10,5 – 11 tỷ kW, trữ năng kinh tế kỹ thuật là 7,1 tỷ kW với công suất lắp máy 1.502 MWh. Ngoài 4 công trình thủy điện lớn có công suất lắp máy 1.422 MW, còn có 85 công trình thủy điện nhỏ với công suất 80.200 kW phân bố khá đều khắp, tạo điều kiện cho phát triển sản xuất. Bên cạnh đó, công trình thủy điện Ia Ly với công suất 720 MW và sản lượng điện 3,68 tỷ kWh đã hoàn thành vào tháng 4/2002 có tác động lớn đến phát triển các ngành kinh tế của tỉnh, đảm bảo nhu cầu năng lượng cho toàn vùng. Thủy điện Sê San 3 với công suất thiết kế 273 MW, gồm 2 tổ máy có tổng công suất 260 MW, sản lượng điện trung bình hàng năm 1,12 tỉ KWh điện, nằm trên phía hạ lưu của thủy điện Ia Ly. Tổng trữ lượng nguồn nước mặt khoảng 24 tỷ m3. Đây chính là những tiềm năng lớn để công nghiệp điện năng được coi là công nghiệp mũi nhọn ở Gia Lai. Tỉnh Gia Lai hiện có 4 nhà máy thủy điện lớn có công suất lớn hơn 100MW, gồm có Ia Ly, Kanak-An Khê, Sêsan 3, và Sêsan 4.
Tổng thu ngân sách từ sau năm 1975 đến năm 1991 chỉ đạt 40 tỷ đồng, năm 2001 đạt 256 tỷ đồng, đến năm 2010 đạt 2.300 tỷ đồng và năm 2011 đạt 3.200 tỷ đồng. Chất lượng cuộc sống của người dân được nâng lên rõ rệt, GDP bình quân đầu người năm 2011 đạt 19,5 triệu đồng, gấp 3,82 lần so với năm 2005, gấp 6,5 lần so với năm 2000.

Giai đoạn 6 tháng đầu năm 2012, tổng sản phẩm trong nước (GDP) tăng 4,38% so với cùng kỳ năm 2011, giá trị sản xuất nông lâm nghiệp và thủy sản tăng 3,8% so với cùng kỳ, trong đó nông nghiệp tăng 3%, lâm nghiệp tăng 5,7% và thủy sản tăng 5,8%. Trong khi đó, chỉ số sản xuất công nghiệp tăng 4,5%. Đáng chú ý một số ngành công nghiệp có mức tăng cao là đóng và sửa chữa tàu, chế biến bảo quản rau quả, sản xuất sản phẩm bơ sữa...Chỉ số tiêu thụ của ngành công nghiệp chế biến 6 tháng chỉ tăng 3,6% so với cùng kỳ, thấp hơn nhiều so với mức 17,5% của năm ngoái. Chỉ số tồn kho của ngành này tăng 26%. Những ngành có chỉ số tồn kho tăng cao là sản xuất giấy và bao bì 130%, sản xuất xe có động cơ 116,7%, chế biến và bảo quản rau quả 113,3%...

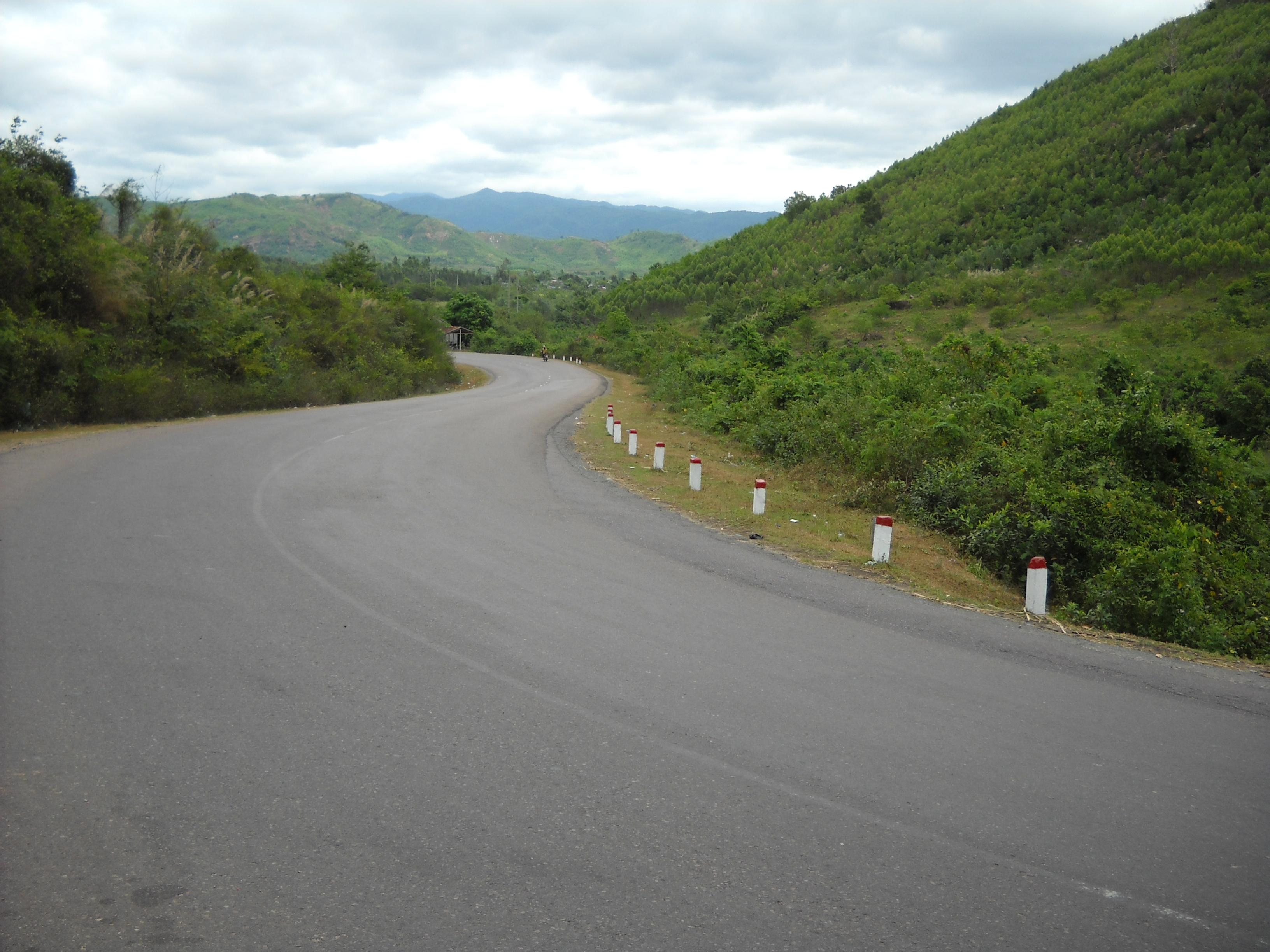
Đèo An Khê

## Giao thông
Giao thông Gia Lai khá thuận lợi không những về đường bộ mà còn cả đường hàng không. Tỉnh có  Quốc lộ 1A, Quốc lộ 1D, Quốc lộ 14 nối các tỉnh Đắk Lắk, Quảng Ngãi thông đến Đà Nẵng, Thành phố Hồ Chí Minh, đặc biệt tuyến đường Hồ Chí Minh đã rút ngắn khoảng cách từ Gia Lai đến các trung tâm kinh tế chính trị lớn của cả nước. Các tuyến Quốc lộ 19 xuống khu vực phía đông và các vùng lân cận của tỉnh, Quốc lộ 25 đến phường Tuy Hoà, thuộc địa phận tỉnh Đắk Lắk. Ngoài ra, Sân bay Pleiku và Sân bay Phù Cát của Gia Lai, có đường bay nối Pleiku, Phù Cát với các thành phố lớn là Đà Nẵng (ngưng hoạt động), Hà Nội, Thành phố Hồ Chí Minh, Hải Phòng (ngưng hoạt động).

## Y tế và giáo dục

### Y tế

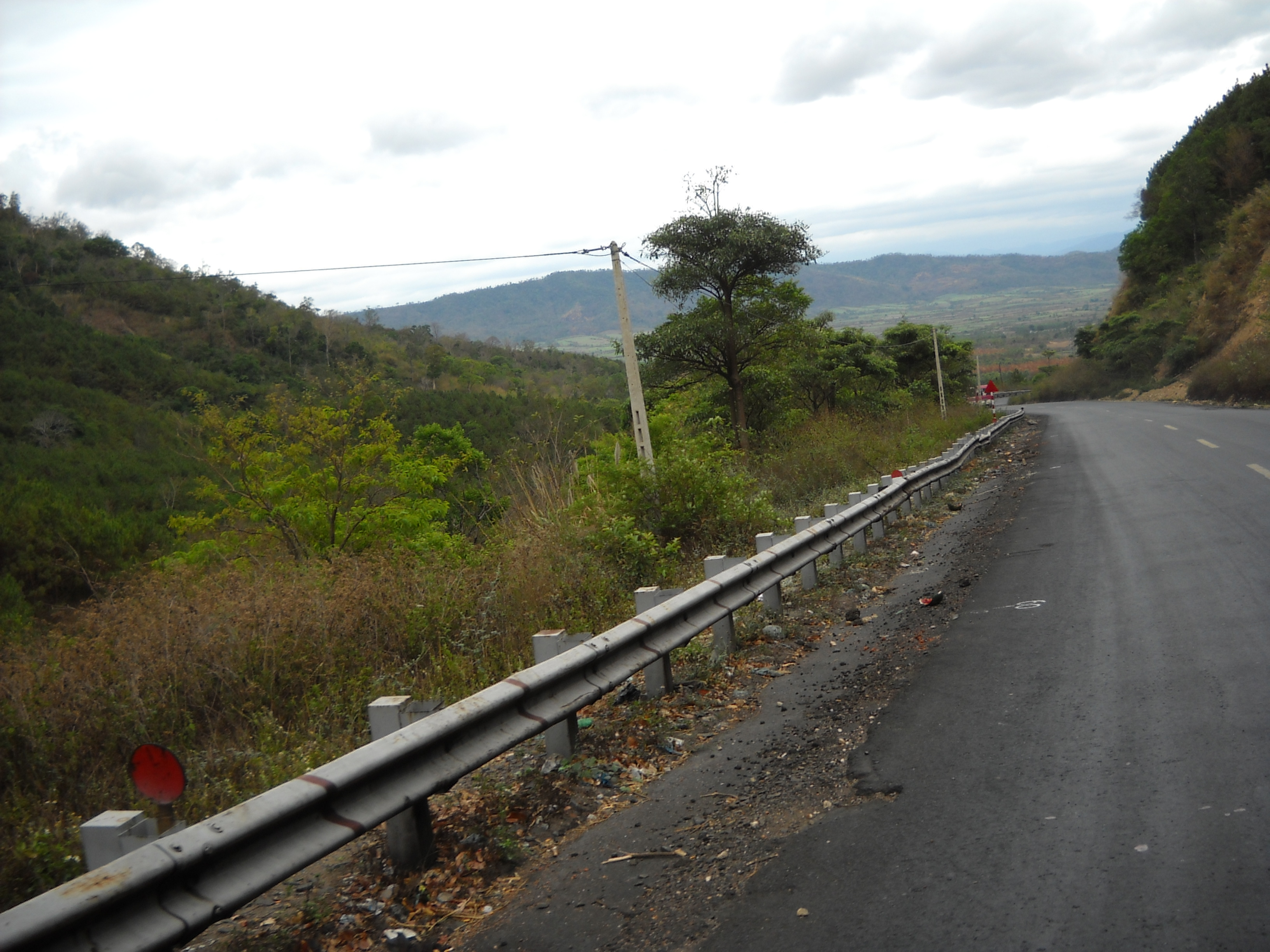
Đèo Mang Yang

Những năm gần đây hệ thống y tế Gia Lai từng bước được cải thiện và nâng lên về mặt chất lượng với các bệnh viện lớn.
Việc cung ứng các dịch vụ y tế được mở rộng, tỷ lệ đồng bào dân tộc thiểu số được khám chữa bệnh và hưởng các dịch vụ chăm sóc sức khỏe ngày càng tăng Với một số bệnh viện lớn như: Bệnh viện Đa khoa tỉnh Gia Lai, Bệnh viện Quân y 211 (Binh đoàn Tây Nguyên), Bệnh viện Quân y 15 (Binh đoàn 15), Bệnh Viện Quân y 13  (Quân khu 5), Bệnh viện Đại học Y Dược - Hoàng Anh Gia Lai, Bệnh viện 331, Viện Sốt Rét Ký Sinh Trùng Côn Trùng Quy Nhơn, Bệnh viện Phong - Da liễu trung ương Quy Hòa đã hạn chế được tình trạng các bệnh nhân phải chuyển tuyến đến các bệnh viện tuyến trên như: Bệnh viện Chợ Rẫy (Hồ Chí Minh), Bệnh viện Đà Nẵng (Đà Nẵng), Bệnh viện Bạch Mai (Hà Nội). Với sự hình thành của Bệnh viện Nhi tỉnh Gia Lai đã góp phần nâng cao chất lượng về Y tế của tỉnh. Bệnh nhân ít phải chuyển tuyến đến các bệnh viện tuyến trên hiện nay đã quá tải trầm trọng như: Bệnh viện Nhi đồng (Hồ Chí Minh), Bệnh viện Phụ sản - Nhi Đà Nẵng (Đà Nẵng), Bệnh viện Nhi Trung ương (Hà Nội).
Theo số liệu thống kê từ Sở Y tế, tỉnh Gia Lai có 5 bệnh viện, 2 chi cục (là Dân số - Kế hoạch hóa gia đình và An toàn Vệ sinh Thực phẩm), 7 trung tâm y tế dự phòng, trường trung cấp y tế, trung tâm giám định sức khỏe và ban quản lý dự án đầu tư Chuyên ngành Y tế. Có 17 Phòng Y tế, 17 Trung tâm Y tế huyện, 17 Trung tâm Dân số - Kế hoạch hóa gia đình, 220 xã, phường, thị trấn có y tế hoạt động, trong đó có 208 trạm y tế xã và 14 trạm y tế trung tâm cấp xã.

### Giáo dục
Tính đến thời điểm ngày 30 tháng 9 năm 2011, trên địa bàn toàn tỉnh Gia Lai có 530 trường học phổ thông, bao gồm 41 trường trung học phổ thông, nổi bật là Trường Trung học phổ thông chuyên Hùng Vương, 229 trường trung học cơ sở và 226 trường tiểu học. Bên cạnh đó còn có 236 trường mẫu giáo. Với hệ thống trường học như thế, nền giáo dục trong địa bàn tỉnh Gia Lai cũng tương đối hoàn chỉnh, góp phần giảm thiểu nạn mù chữ trong địa bàn tỉnh.
Địa bàn tỉnh Gia Lai có một vài cơ sở giáo dục bậc đại học và cao đẳng, bao gồm Trường Đại học Quy Nhơn. Trường Đại học Quang Trung, phân hiệu Trường Đại học Nông Lâm Thành phố Hồ Chí Minh, phân hiệu Trường Đại học Lâm nghiệp, phân hiệu Trường Đại học Sư phạm Thành phố Hồ Chí Minh (được chuyển đổi từ Trường Cao đẳng Sư phạm Gia Lai vào năm 2023), phân hiệu Trường Đại học Đông Á, Trường Cao đẳng Gia Lai ,Trường Cao đẳng số 21 (trực thuộc Bộ Quốc phòng),Trường Cao đẳng Kỹ thuật Công nghệ Quy Nhơn và Trường Cao đẳng Cơ điện - Xây dựng và Nông lâm Trung Bộ,  

## Du lịch

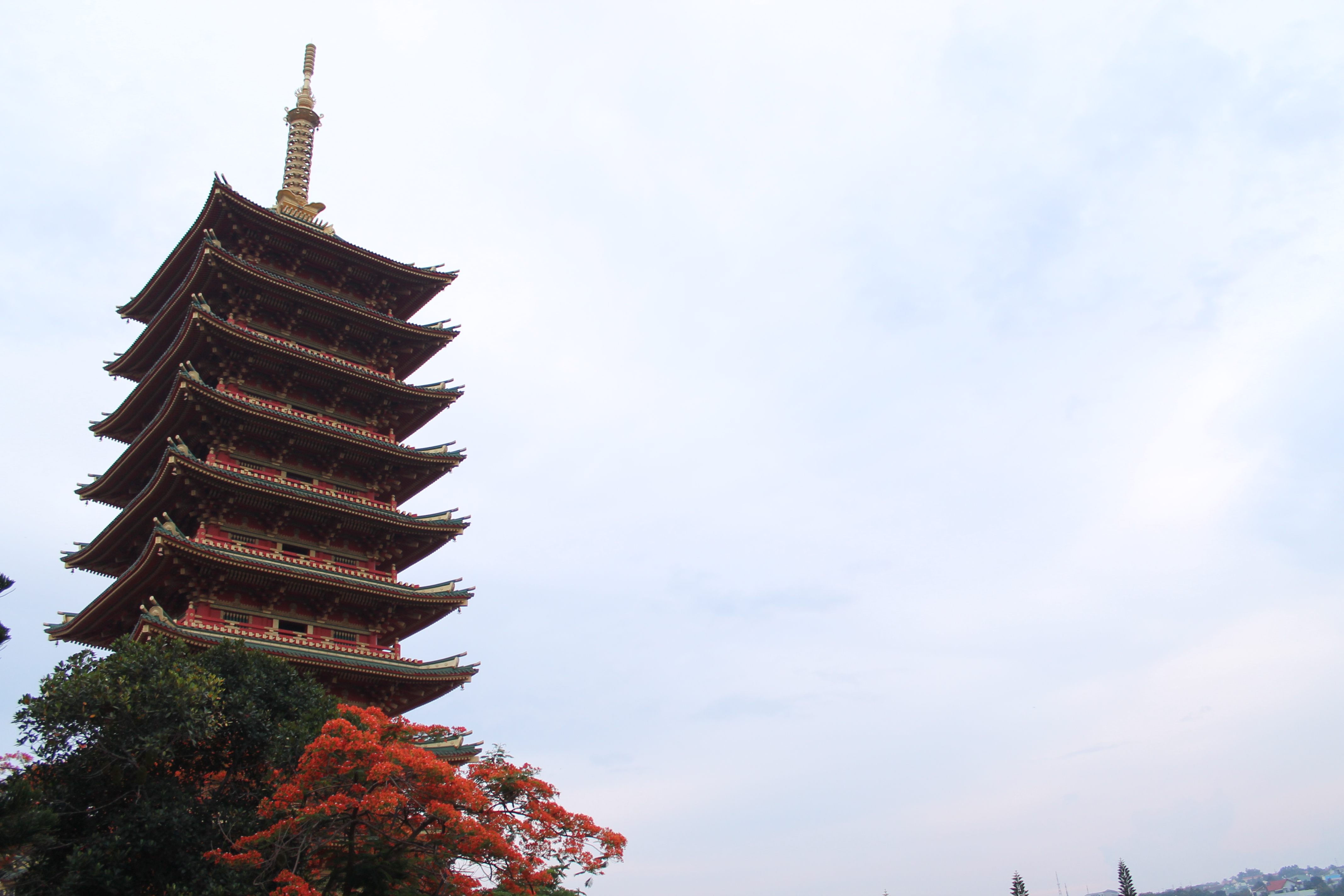
Chùa Minh Thành ở thành phố Pleiku

Tiềm năng du lịch của Gia Lai rất phong phú, đa dạng với núi rùng cao có nhiều cảnh quan tự nhiên và nhân tạo. Rừng nguyên sinh nơi đây có hệ thống động thực vật phong phú, nhiều ghềnh thác, suối, hồ như Biển Hồ (hay Hồ T'Nưng) là một thắng cảnh nổi tiếng, ngoài ra có chùa Minh Thành (Gia Lai). Di tích Đền tưởng niệm liệt sỹ và Tượng đài Chiến thắng Đăk Pơ tại xã Đăk Pơ - nơi tưởng niệm các liệt sỹ hi sinh trong trận đánh Đăk Pơ. Nhiều đồi núi như cổng trời Mang Yang, đỉnh Hàm Rồng (phường Hội Phú), thác Hang Dơi (xã K'Bang) và thác K50 (xã Sơn Lang). Các cảnh quan nhân tạo có các rừng cao su, đồi chè, cà phê bạt ngàn. Kết hợp với tuyến đường rừng, có các tuyến dã ngoại bằng thuyền trên sông, cưỡi voi xuyên rừng, v.v...
Ngoài ra, Gia Lai còn có nền văn hoá lâu đời của đồng bào dân tộc, chủ yếu là dân tộc Gia Rai và Ba Na thể hiện qua kiến trúc nhà rông, nhà sàn, nhà mồ, qua lễ hội truyền thống, qua y phục và nhạc cụ...
Các nhạc cụ đặc trưng của các dân tộc thiểu số như Cồng chiêng, Đàn đá, Đàn K'ni, K'lông Pút, Đàn Goong, T'rưng, Alal,... Các lễ hội như Lễ hội đâm trâu, Lễ ăn cơm mới, Lễ bỏ mả,... Ngoài ra, tỉnh còn có các món đặc sản như Rượu cần, Cơm cháy - Rượu nếp, Phở khô (Loại phở hai tô) và điêu khắc nổi tiếng là Tượng nhà mồ.

## Danh nhân

### Chính trị, lịch sử
- Anh Hùng Núp (Đinh Núp), anh hùng lực lượng vũ trang nhân dân
- Kpă KLơng, anh hùng lực lượng vũ trang nhân dân
- Puih San (A Sanh), anh hùng lực lượng vũ trang nhân dân
- Nay Der, người sáng lập bộ chữ viết đầu tiên của dân tộc Jrai
- Wừu, anh hùng lực lượng vũ trang nhân dân

### Nghệ thuật
- Binz, rapper
- Nguyễn Thị Hương Ly, người mẫu, quán quân Vietnam's Next Top Model 2015, Top 5 Hoa hậu Hoàn vũ Việt Nam 2022, Á Hậu 1 Miss Universe Vietnam 2023
- Phi Nhung, ca sĩ
- Nhóm nhạc TaynguyenSound (TNS), được biết đến với những sản phẩm âm nhạc mang màu sắc núi rừng Tây Nguyên (gồm các thành viên: Tùng TeA, PC, Tofu, Namlee, VoVanDuc, Tuyết, D.blue, Urabe, An)
- Ribi Sachi (Nguyễn Thị Thuỷ), diễn viên, người mẫu
- Changg (Nguyễn Huyền Trang), ca sĩ
- Nguyễn Quốc Hùng, ca sĩ, nhạc sĩ

### Khác
- Công Tố, người dẫn chương trình, biên tập viên kênh truyền hình VTV6
- Bầu Đức (Đoàn Nguyên Đức), chủ tịch Tập đoàn Hoàng Anh Gia Lai, một doanh nhân nổi tiếng trong lĩnh vực bất động sản và bóng đá
- Cường Đô La, doanh nhân nổi tiếng, được biết đến với niềm đam mê xe hơi và các hoạt động kinh doanh
- CEO Lê Hoàng Diệp Thảo, doanh nhân thành đạt trong lĩnh vực cà phê, được biết đến với vai trò lãnh đạo của Trung Nguyên Legend
- Hiếu PC, chuyên gia an ninh mạng, được biết đến với những đóng góp trong lĩnh vực an ninh mạng và bảo mật
- Dur Siu, YouTuber, được biết đến với những video mang đậm dấu ấn văn hóa Gia Lai

## Hình ảnh

### Thành phố Pleiku (cũ)

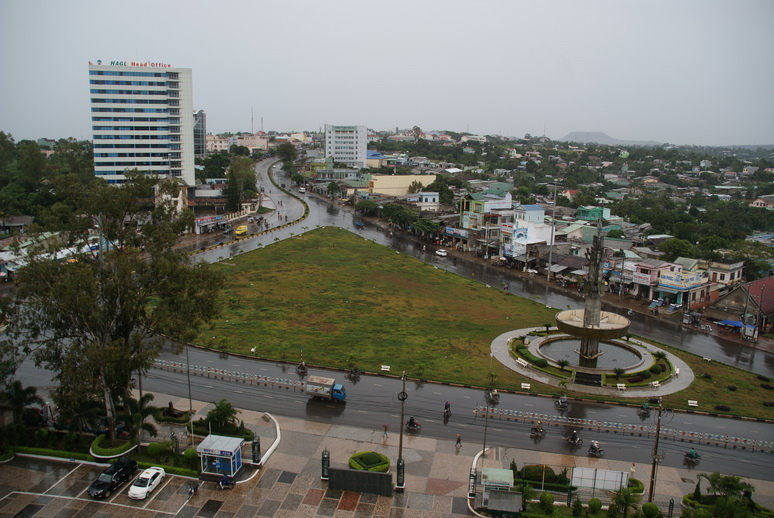
Ngã ba Phù Đổng (2010)
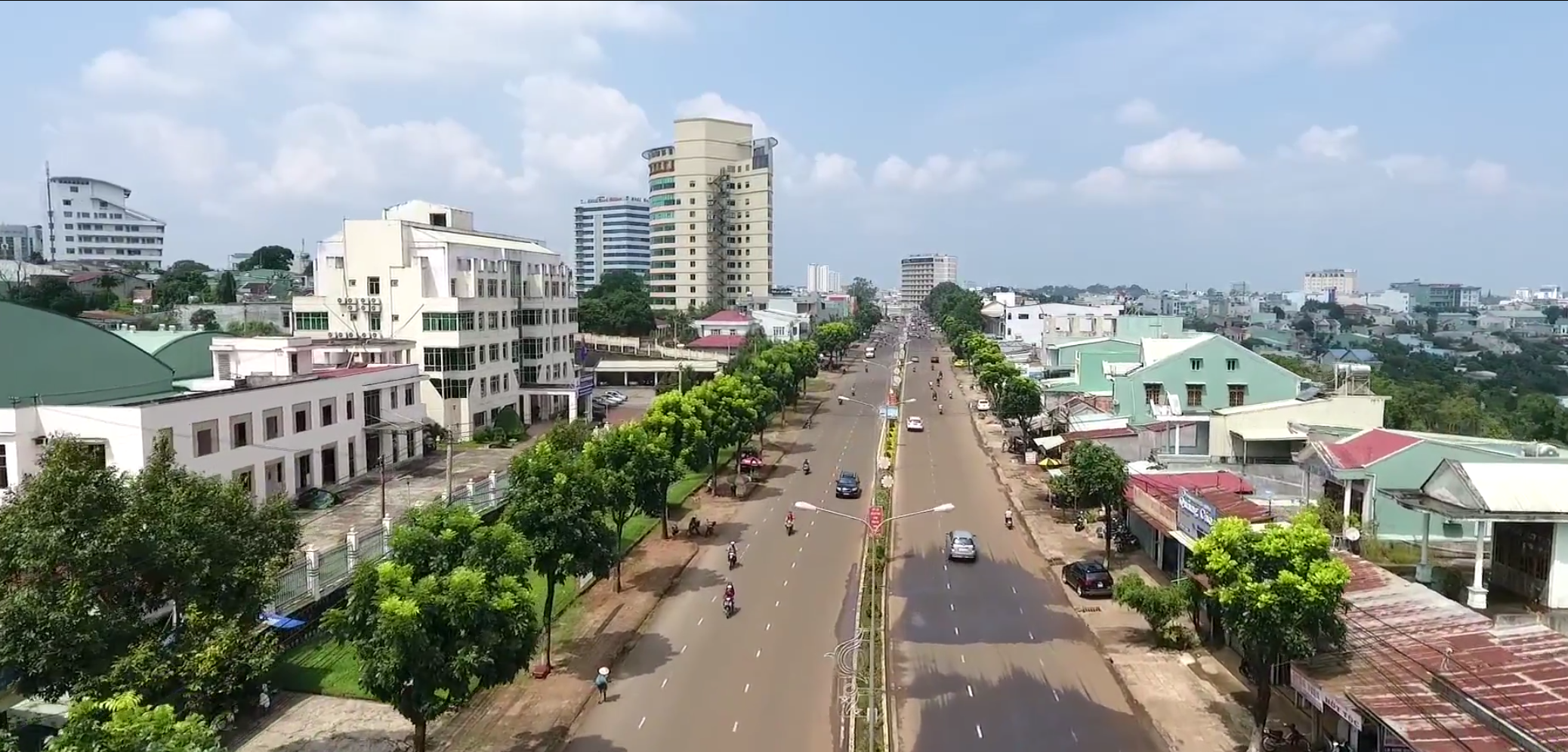
Đường Lê Duẩn - Thành phố Pleiku
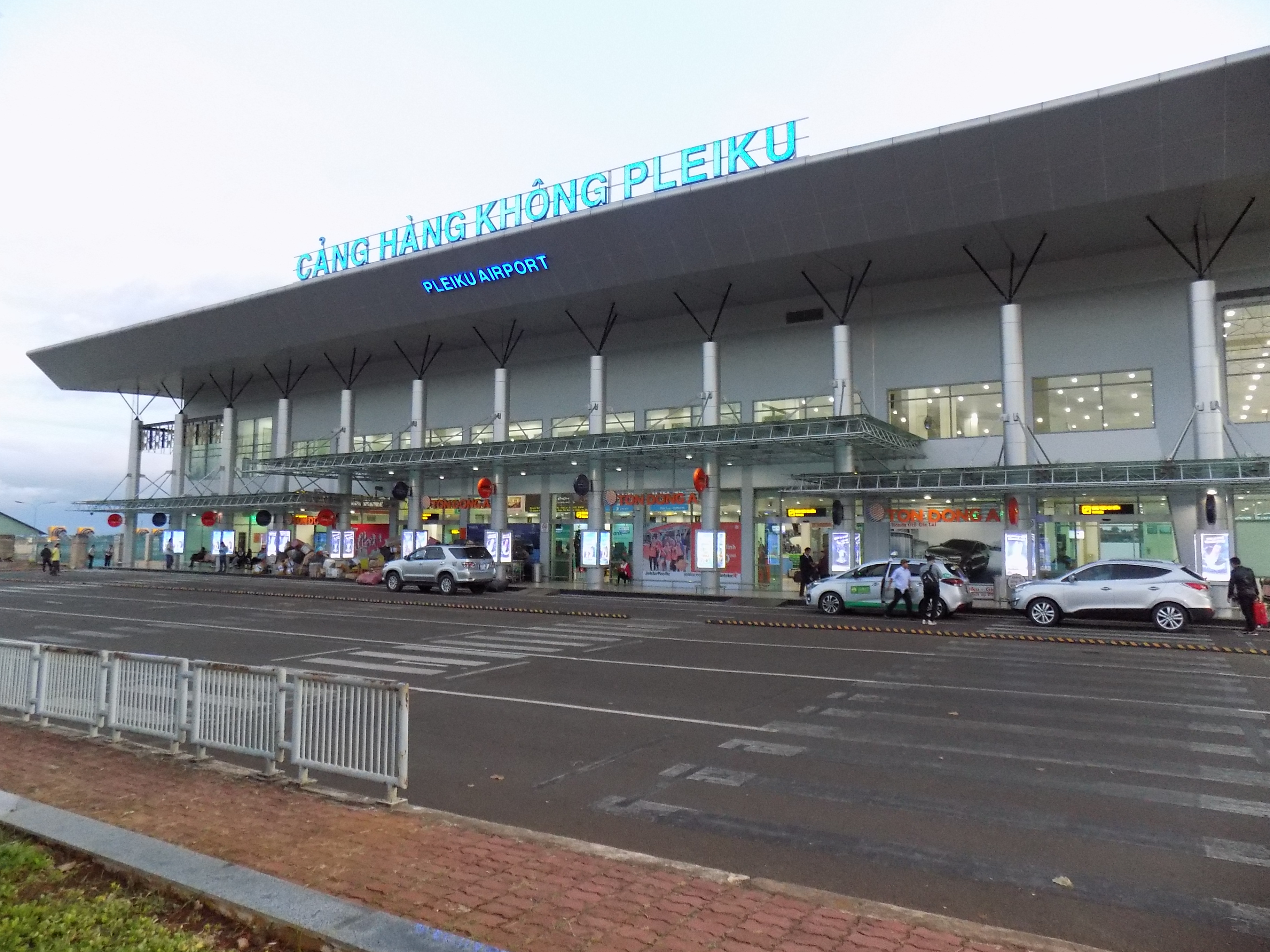
Sân bay Pleiku (2018)
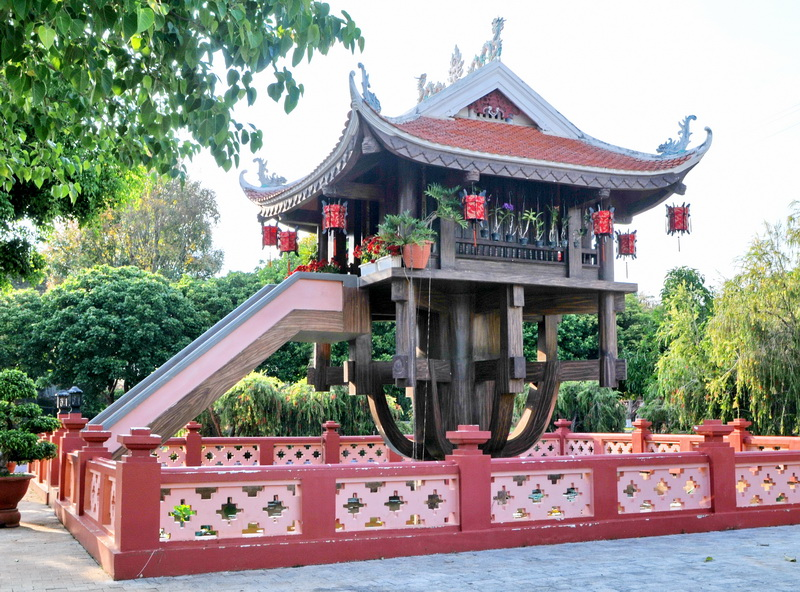
Chùa Một cột ở Đồng Xanh (Pleiku)
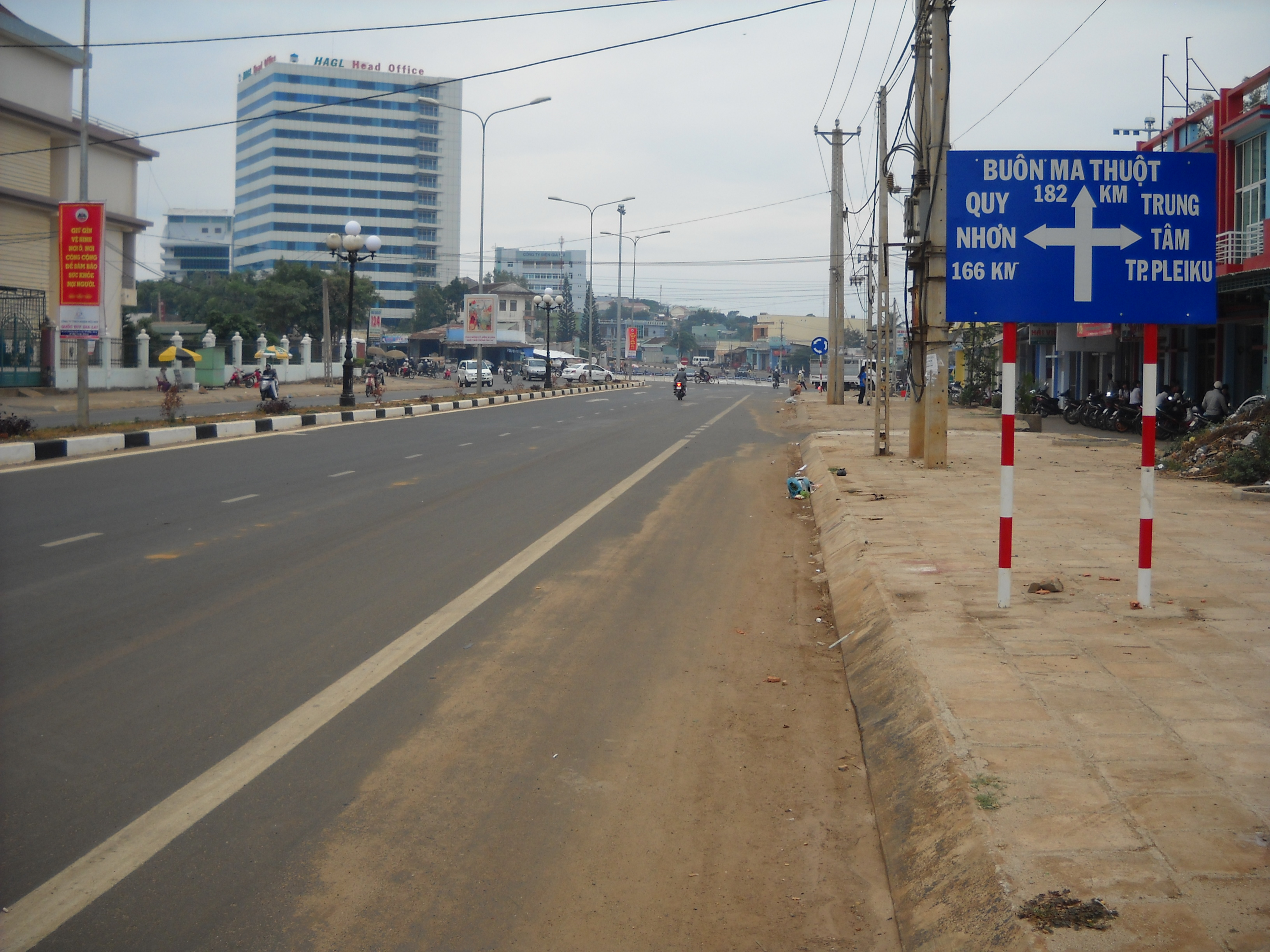
Đường phố ở Pleiku (2012)
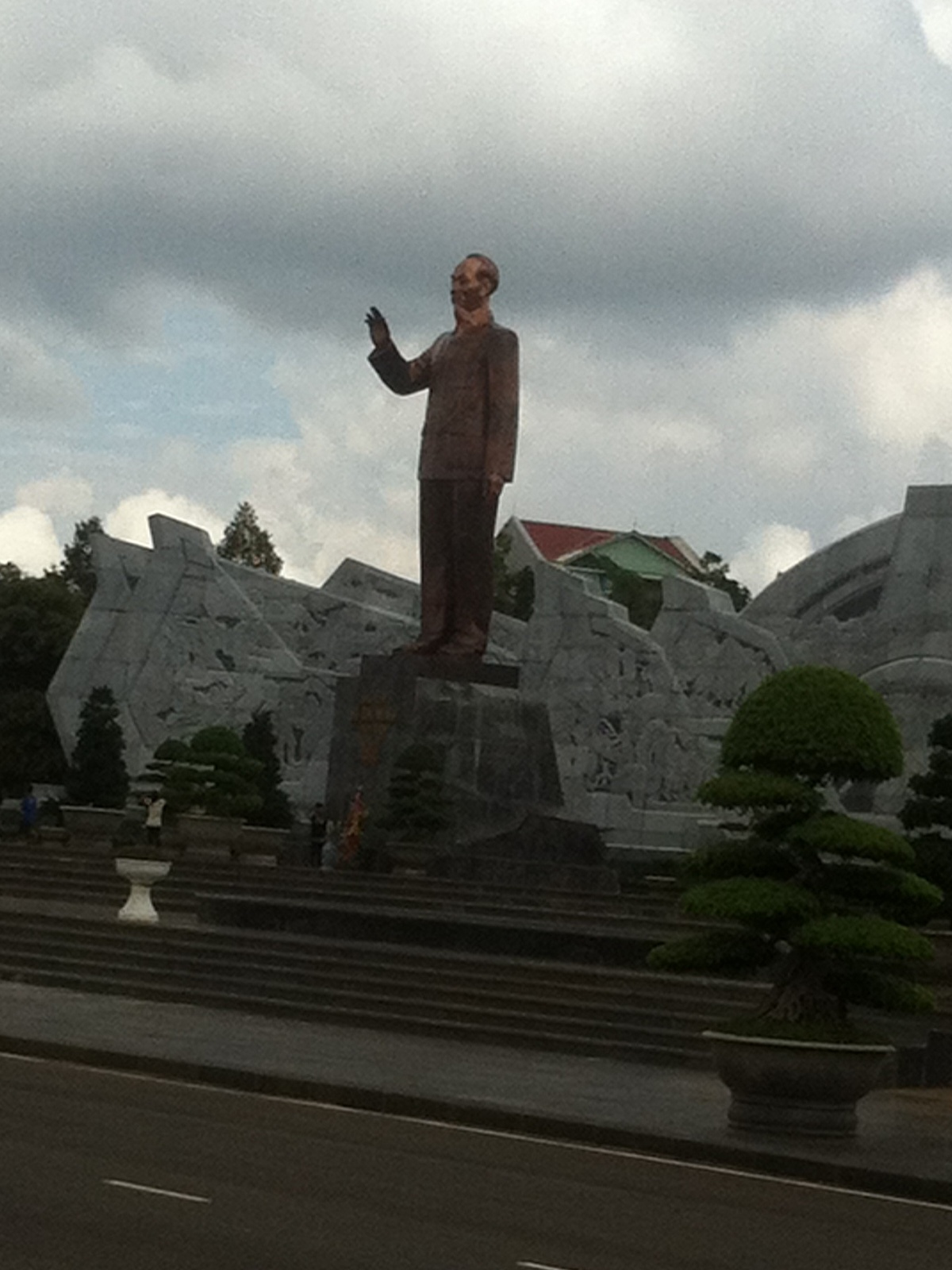
Quảng trường Đại đoàn kết
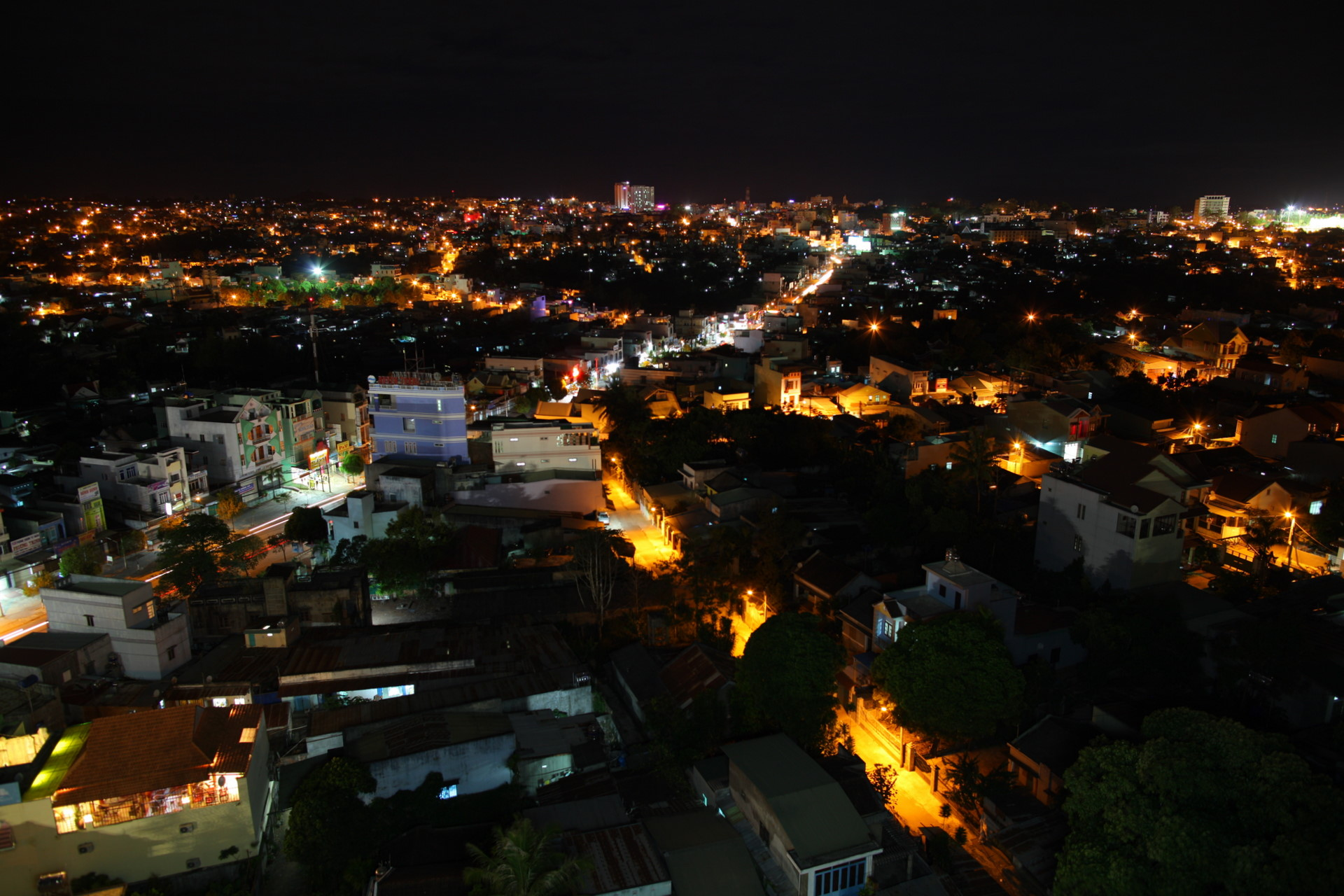
Pleiku về đêm
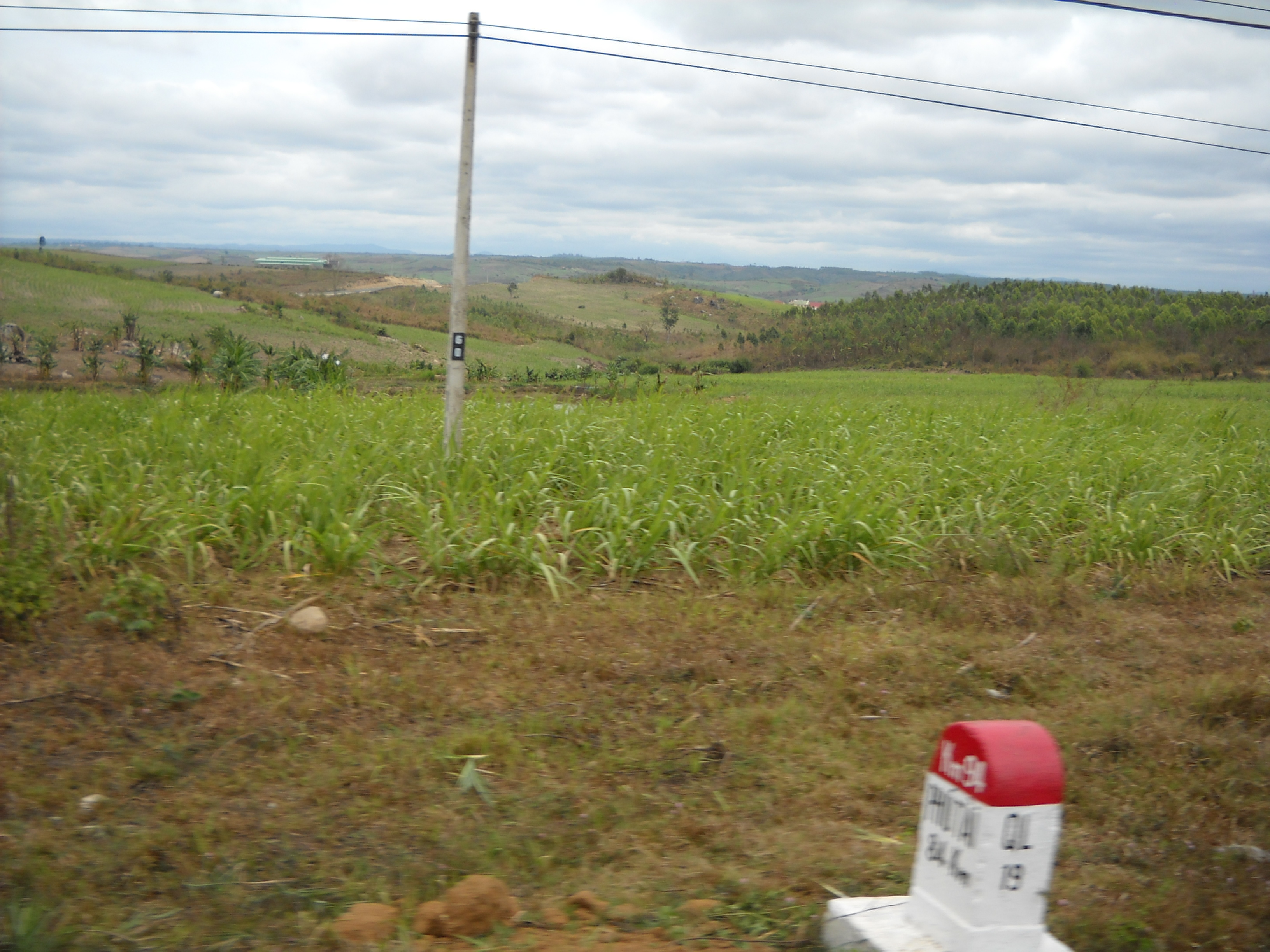
Trên cao nguyên Pleiku
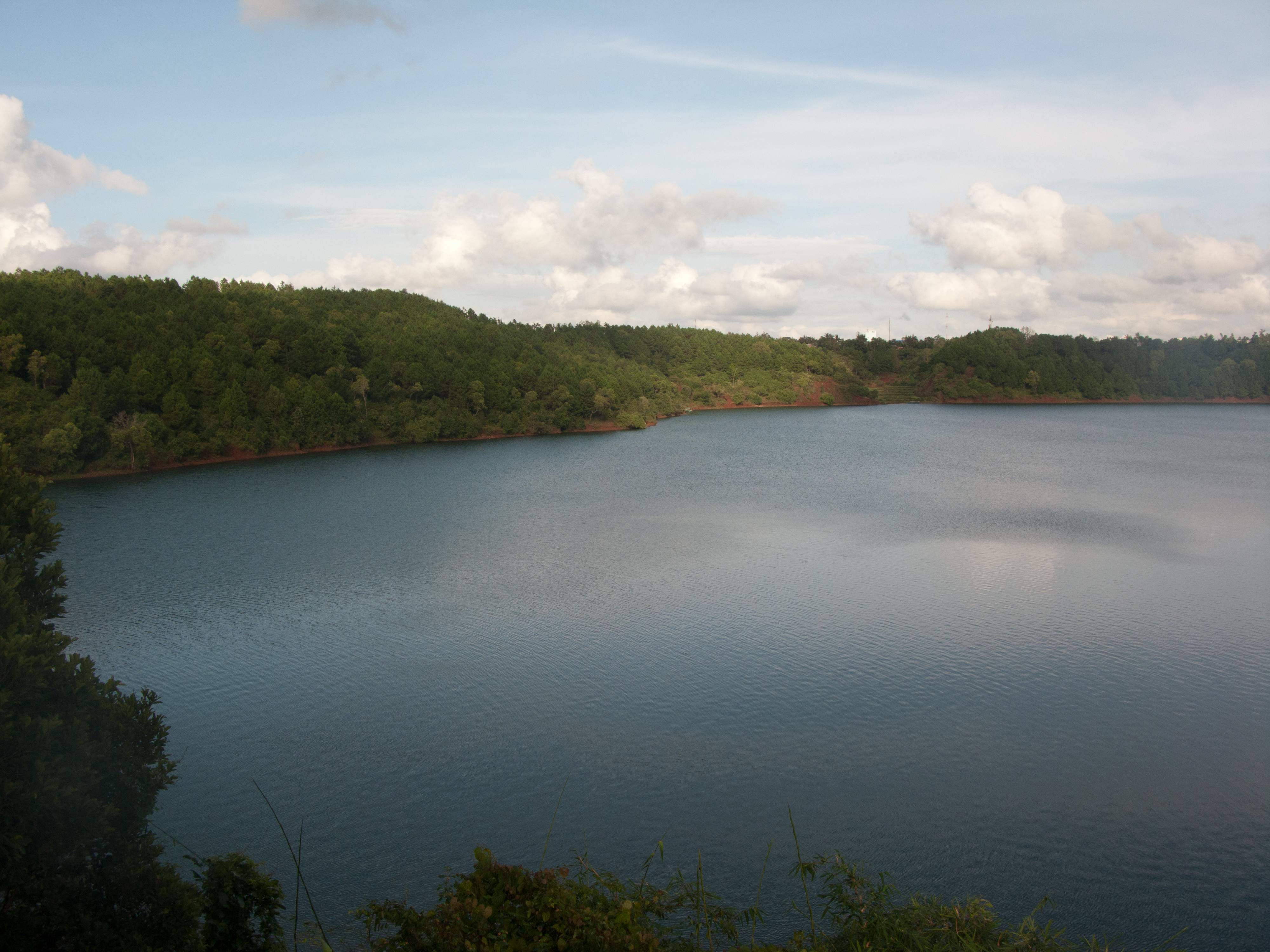
Ho T'Nưng (Biển Hồ)

### Thị xã An Khê (cũ)

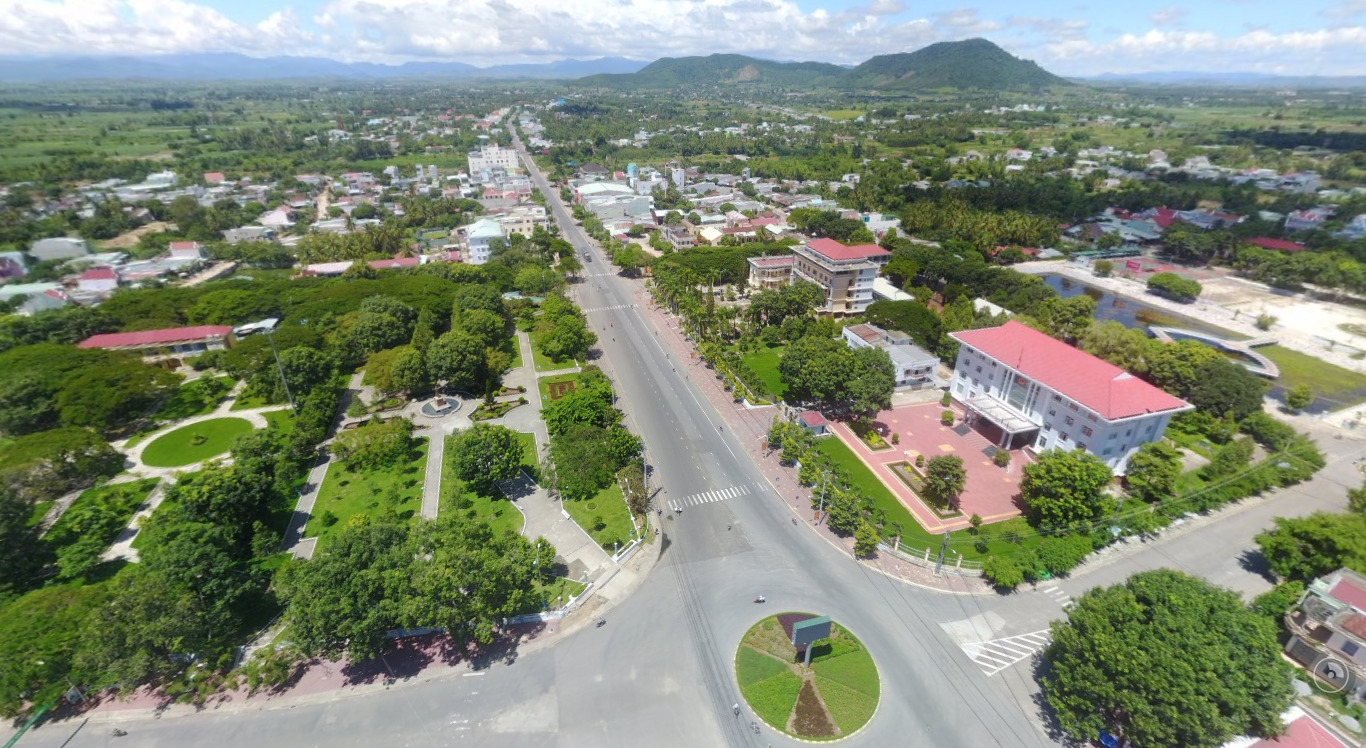
Một góc An khê
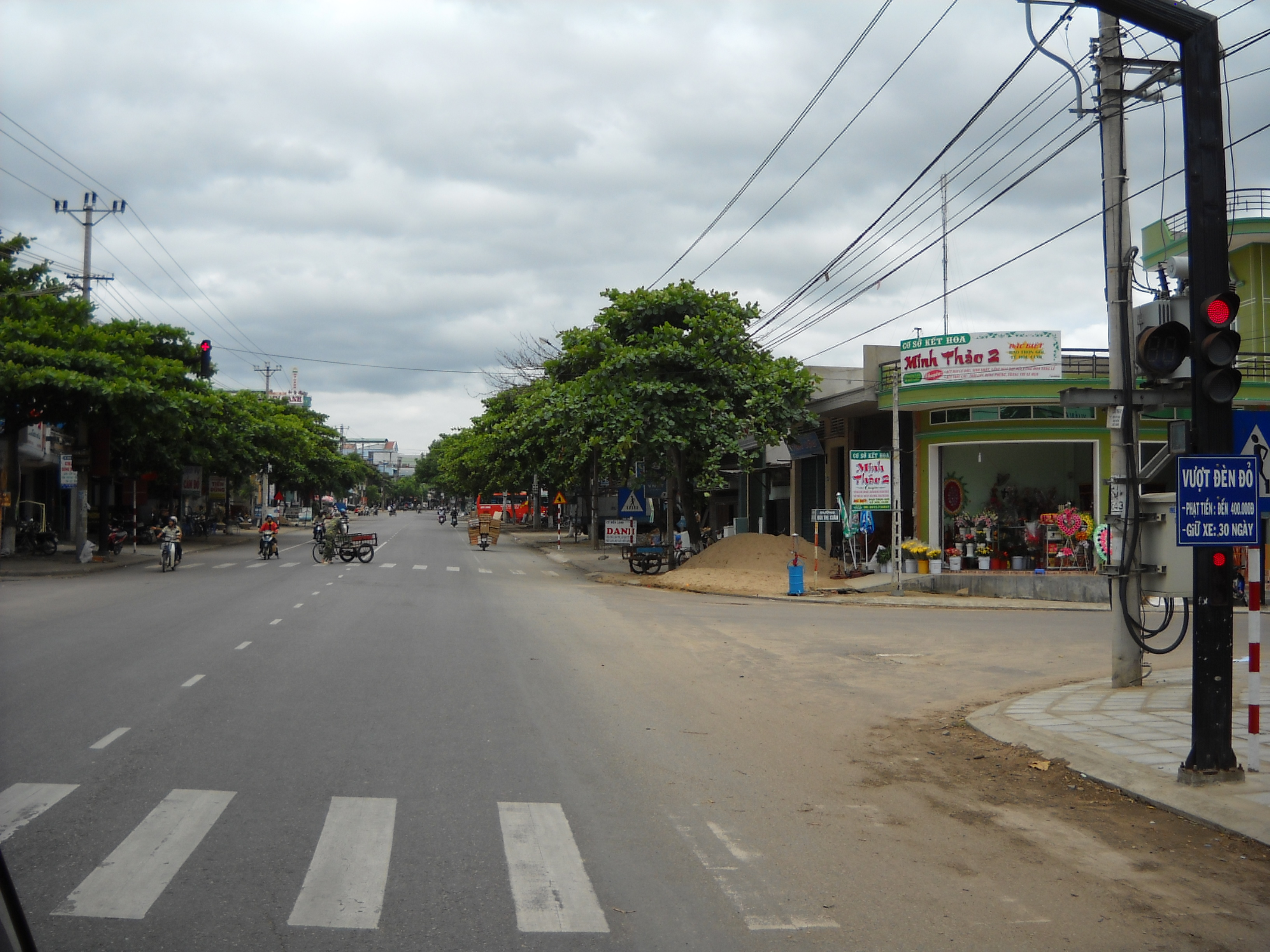
Thị xã An Khê, Gia Lai (2009)
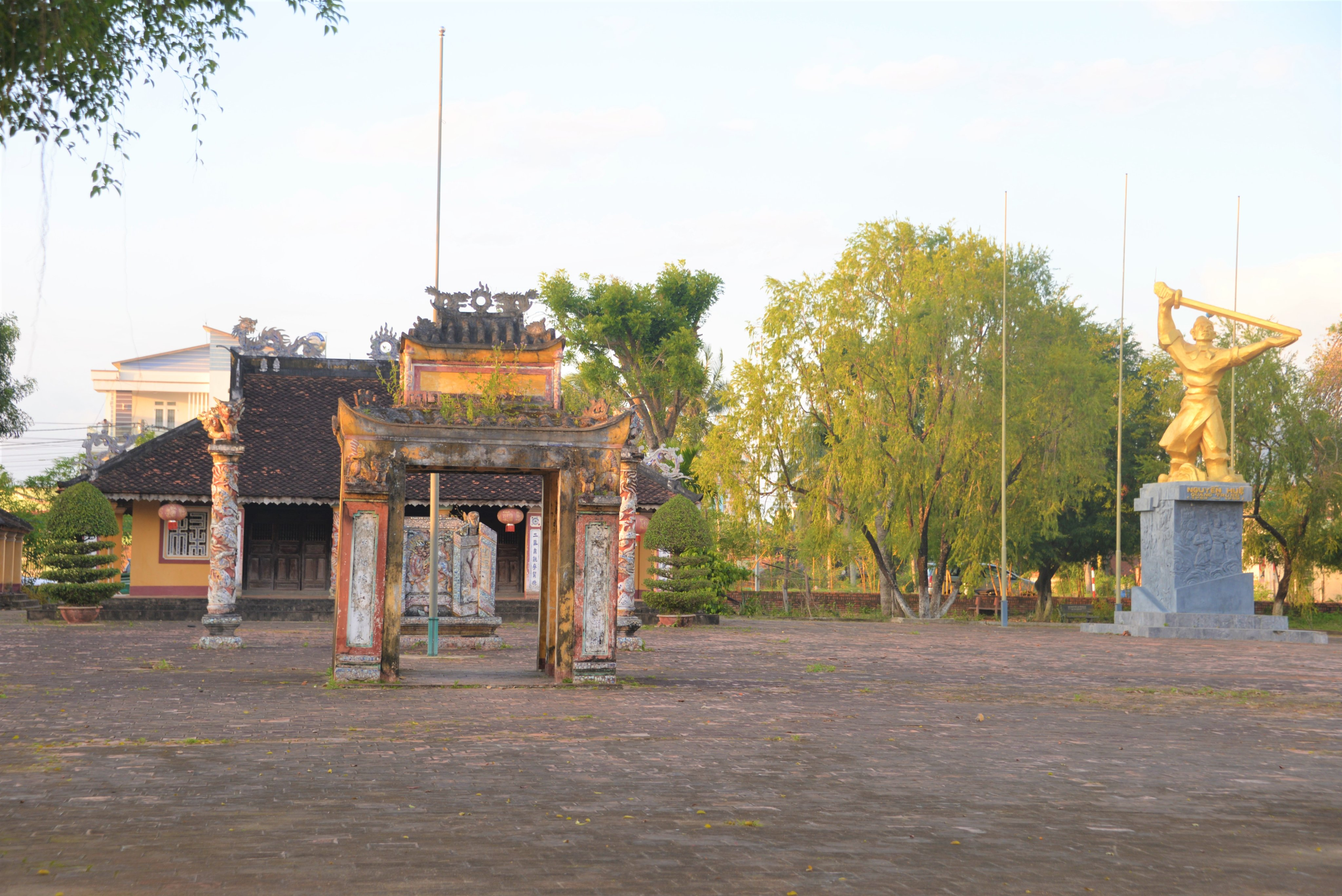
Di tích An Khê Trường
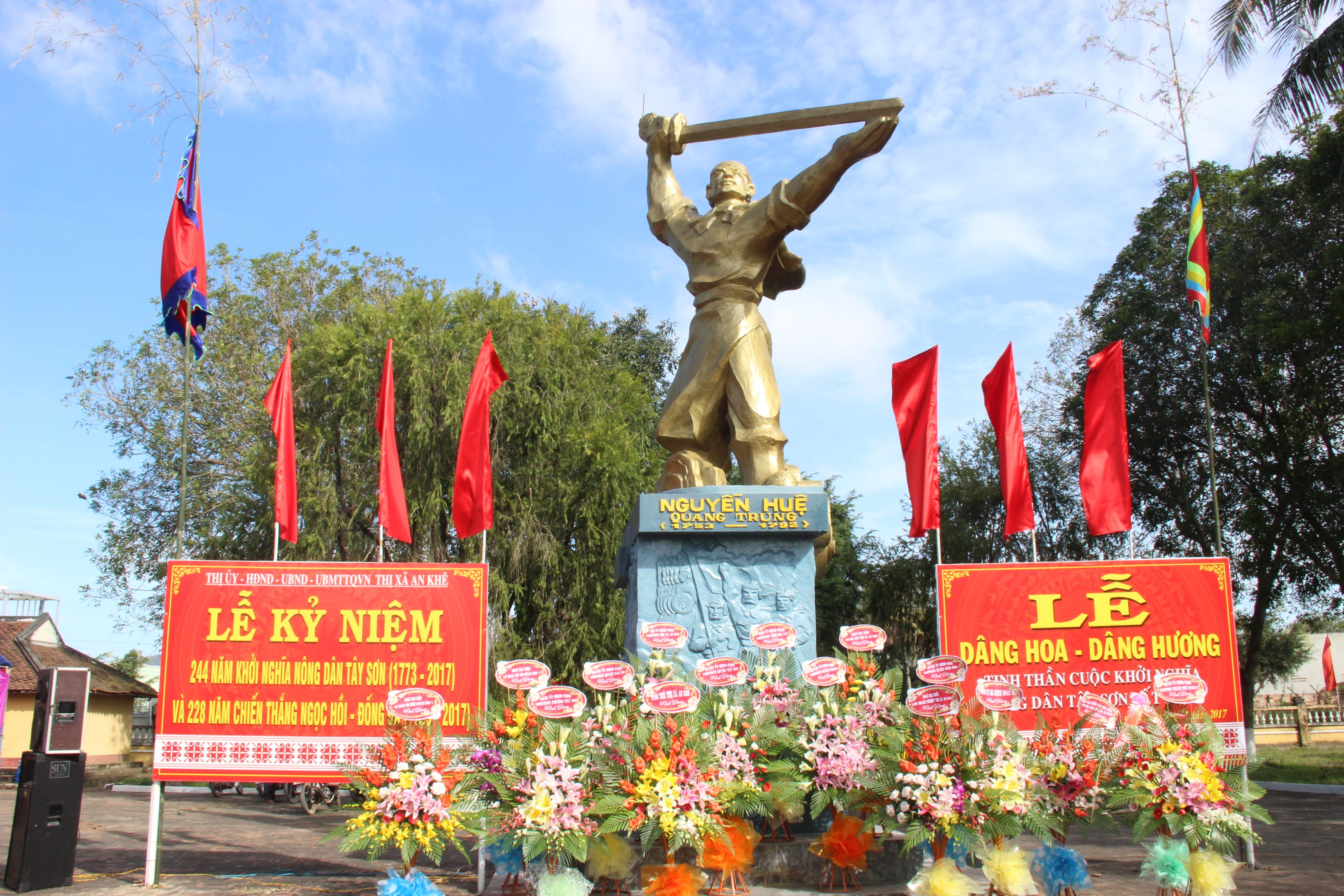
Tượng Quang Trung - Nguyễn Huệ
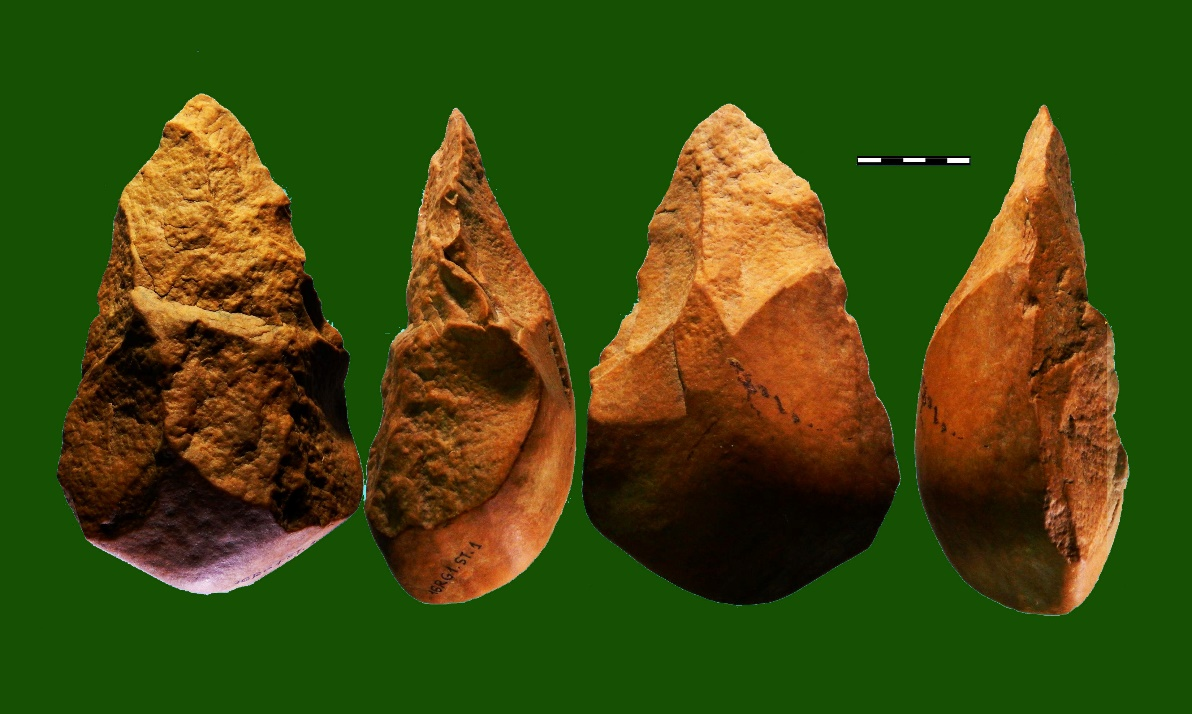
Rìu tay An Khê
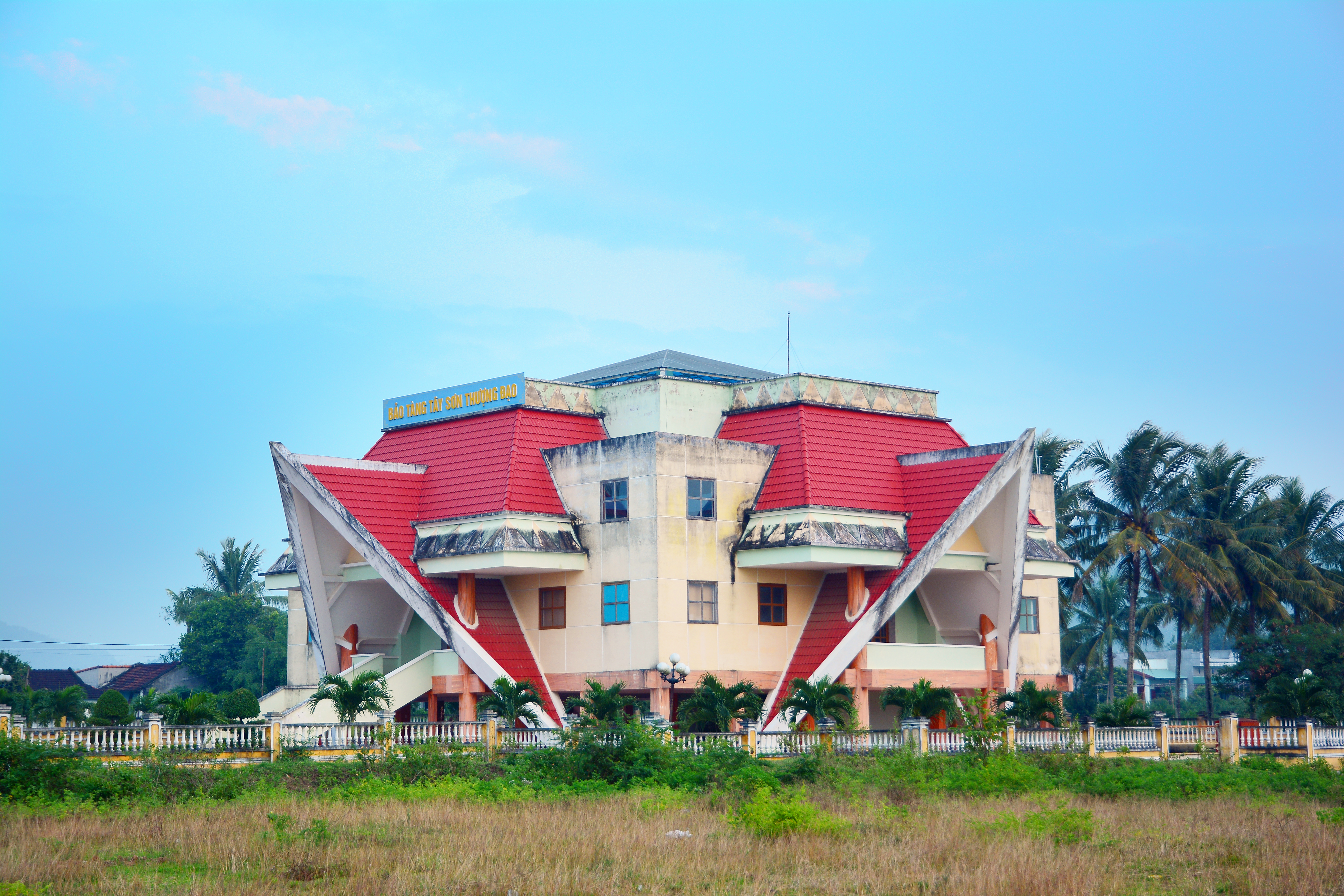
Nhà trưng bày Tây Sơn Thượng đạo tại An Khê
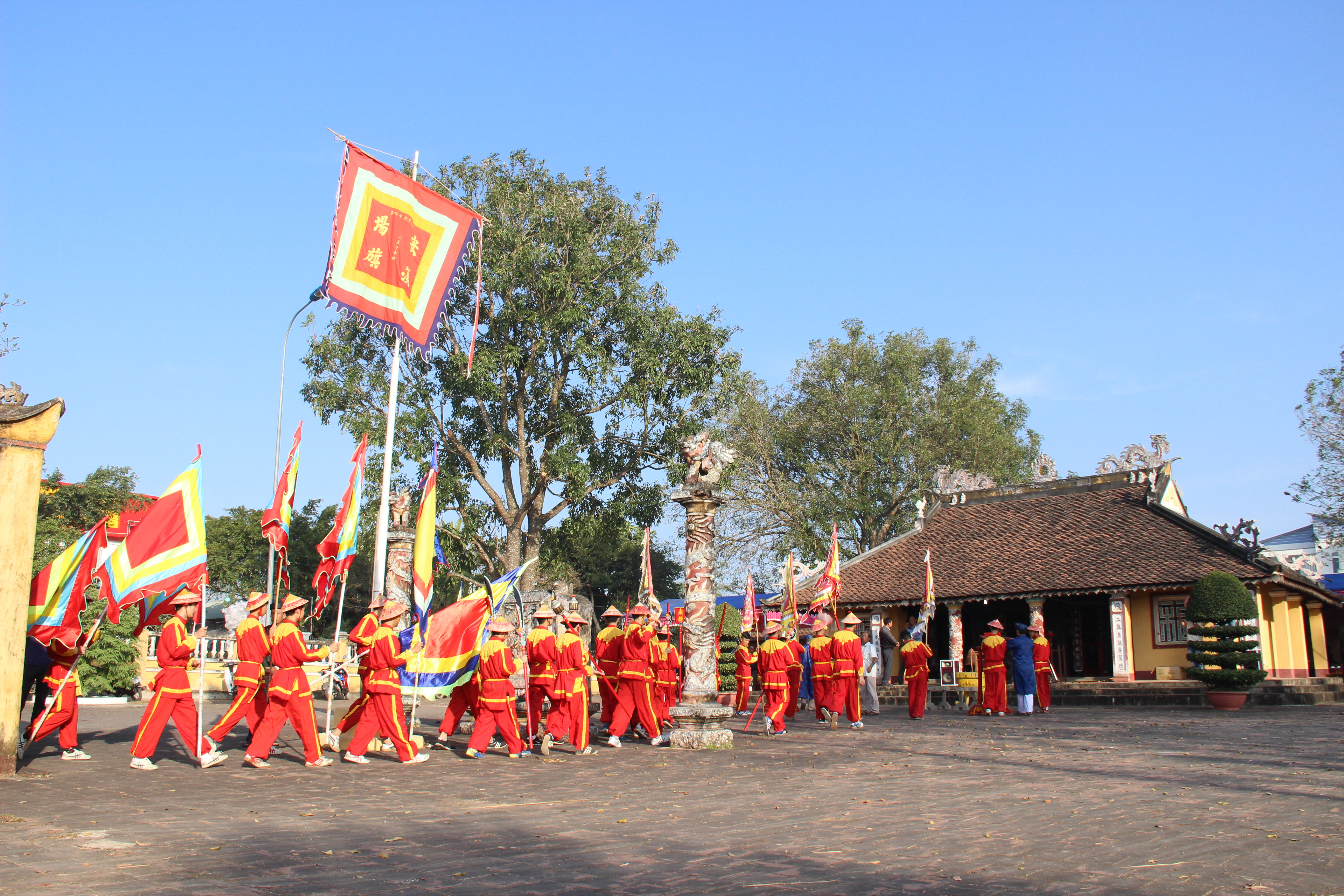
Lễ tế Quý xuân tại Đình An Khê

### Huyện Mang Yang (cũ)

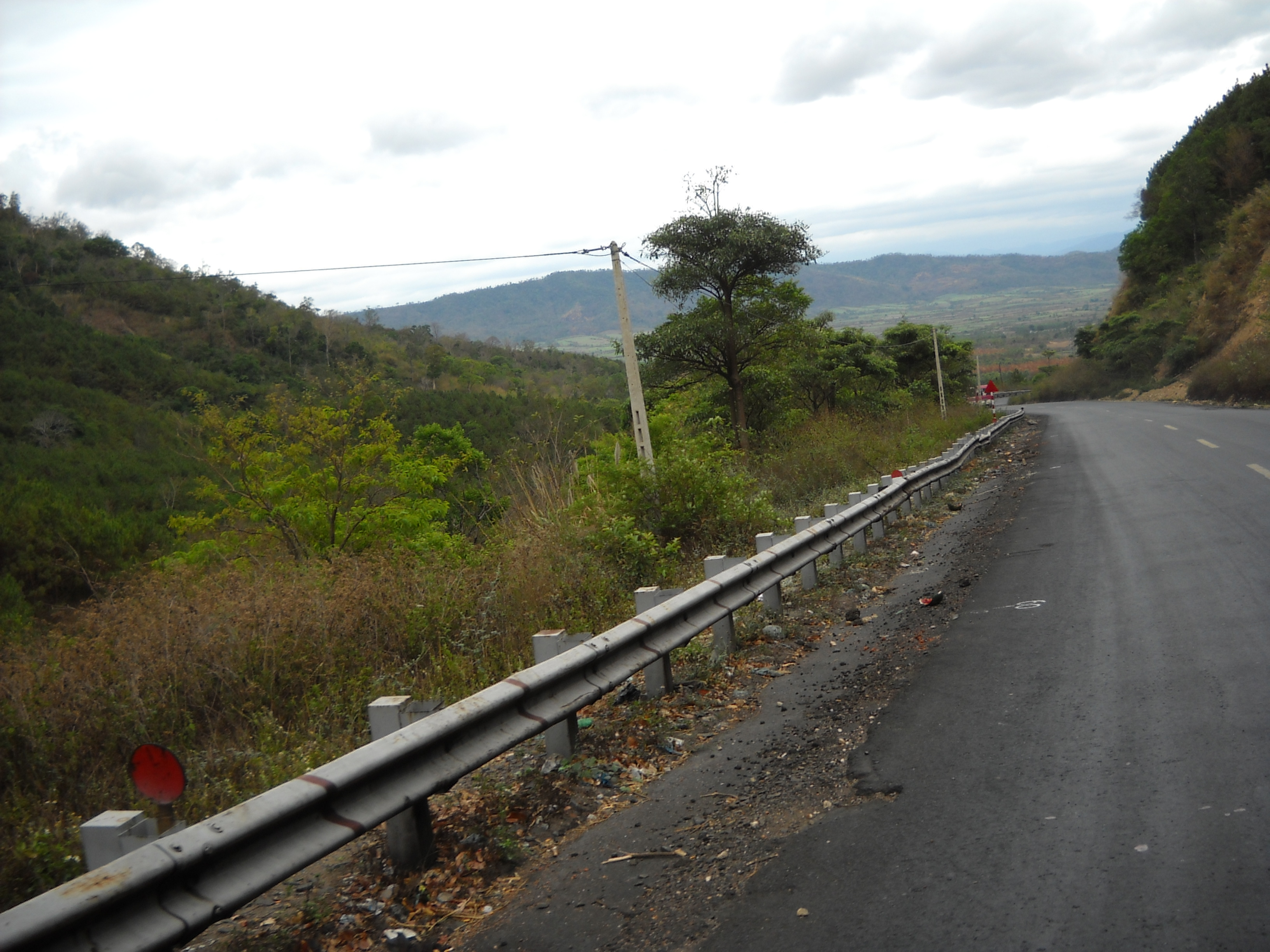
Đèo Mang Yang, Gia Lai (2010)
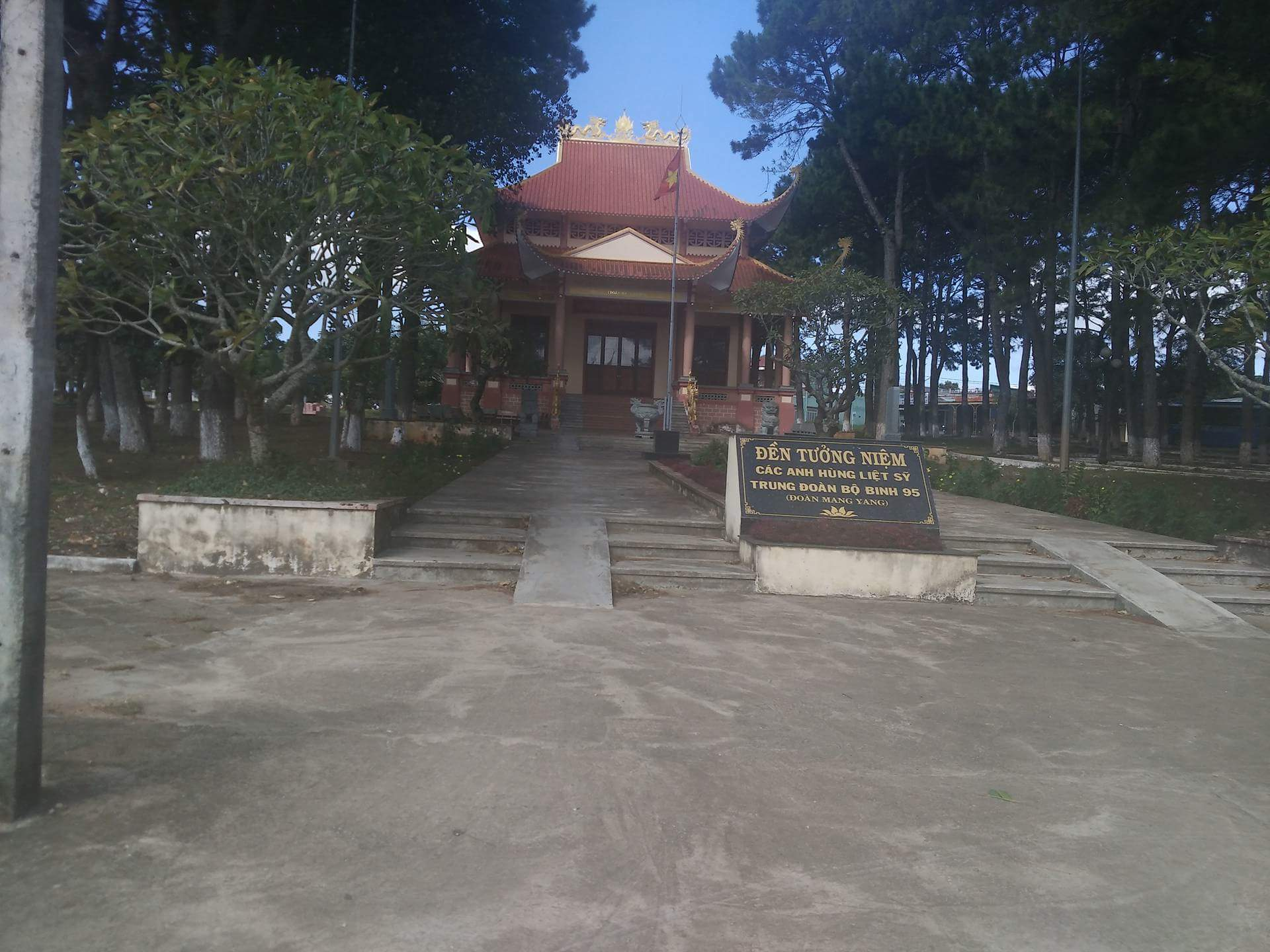
Đền tưởng niệm các anh hùng liệt sĩ trung đoàn bộ binh 95 (Đoàn Mang Yang)
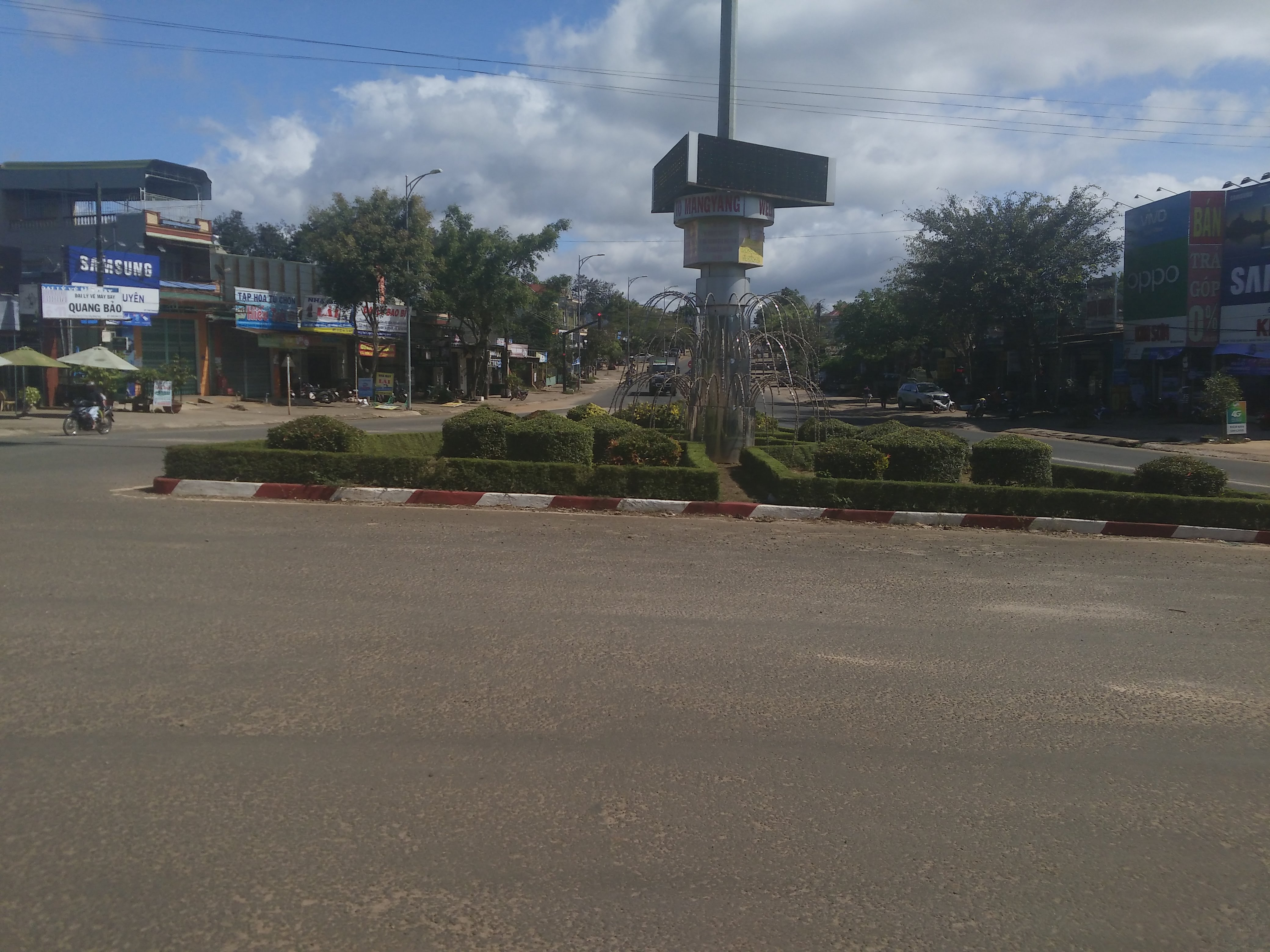
Ngã ba thị trấn Kon Dơng
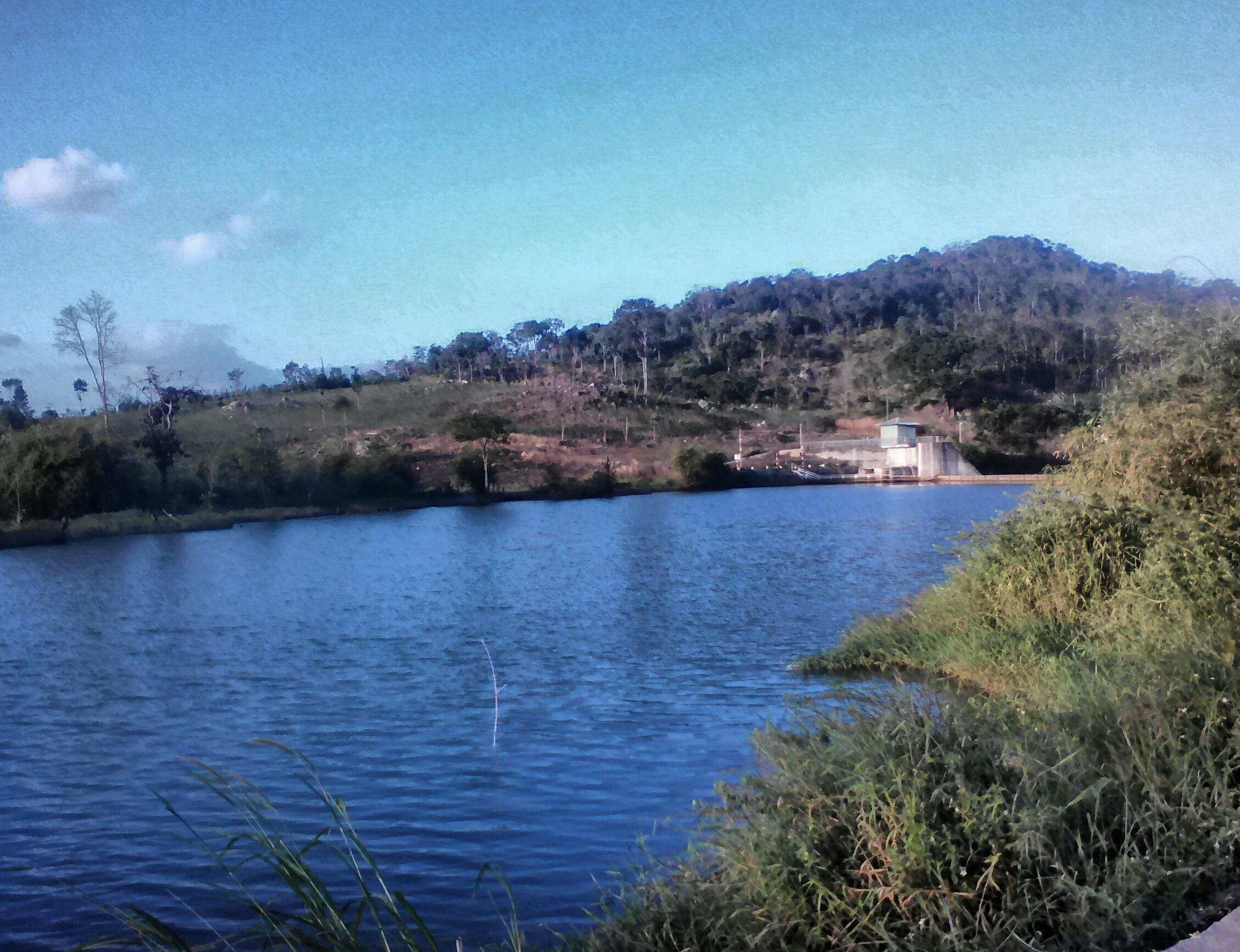
Đập thủy điện Đăkpihao 1, xã Kon Chiêng
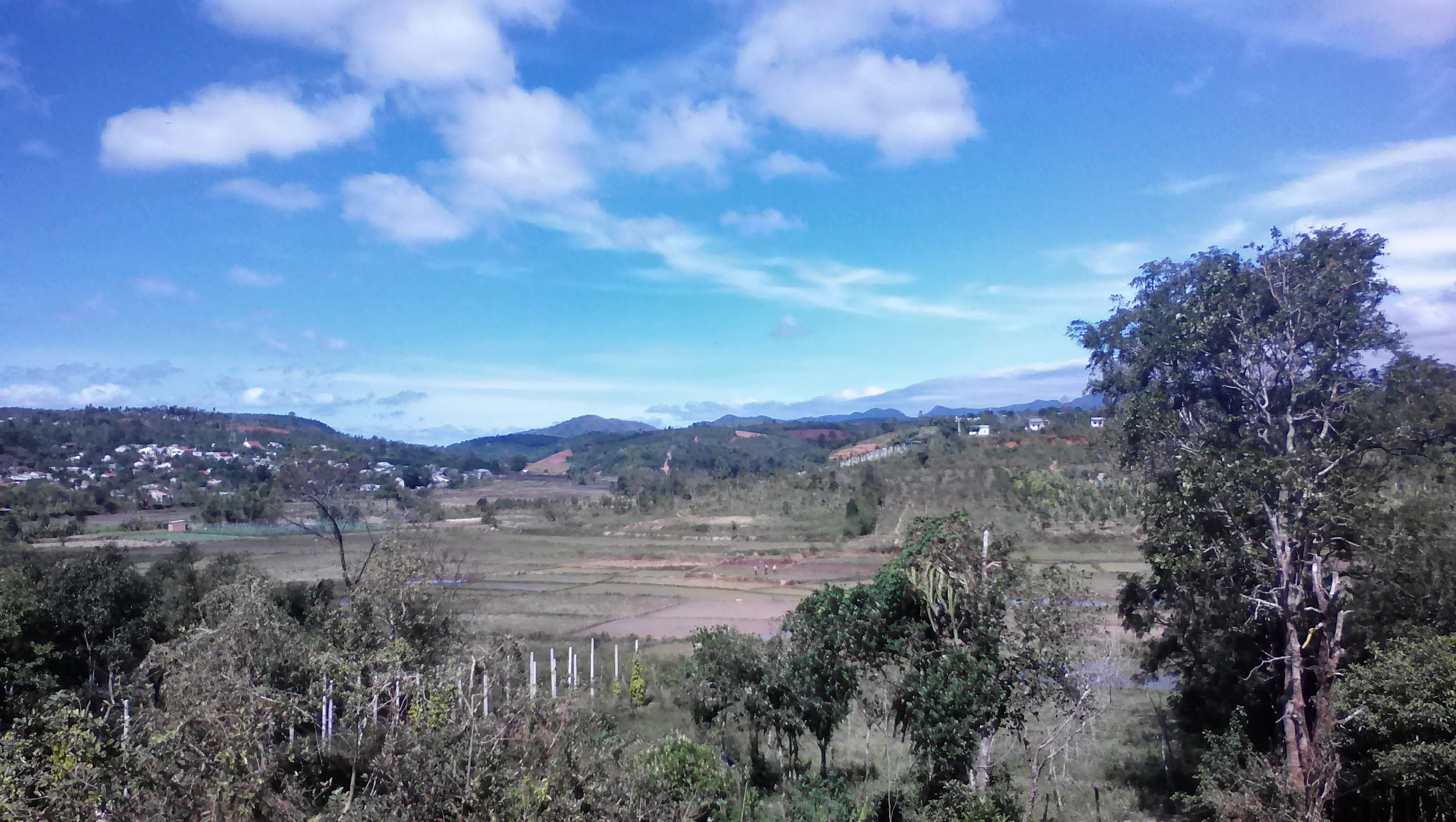
Xã H'Ra

### Huyện Đăk Pơ (cũ)

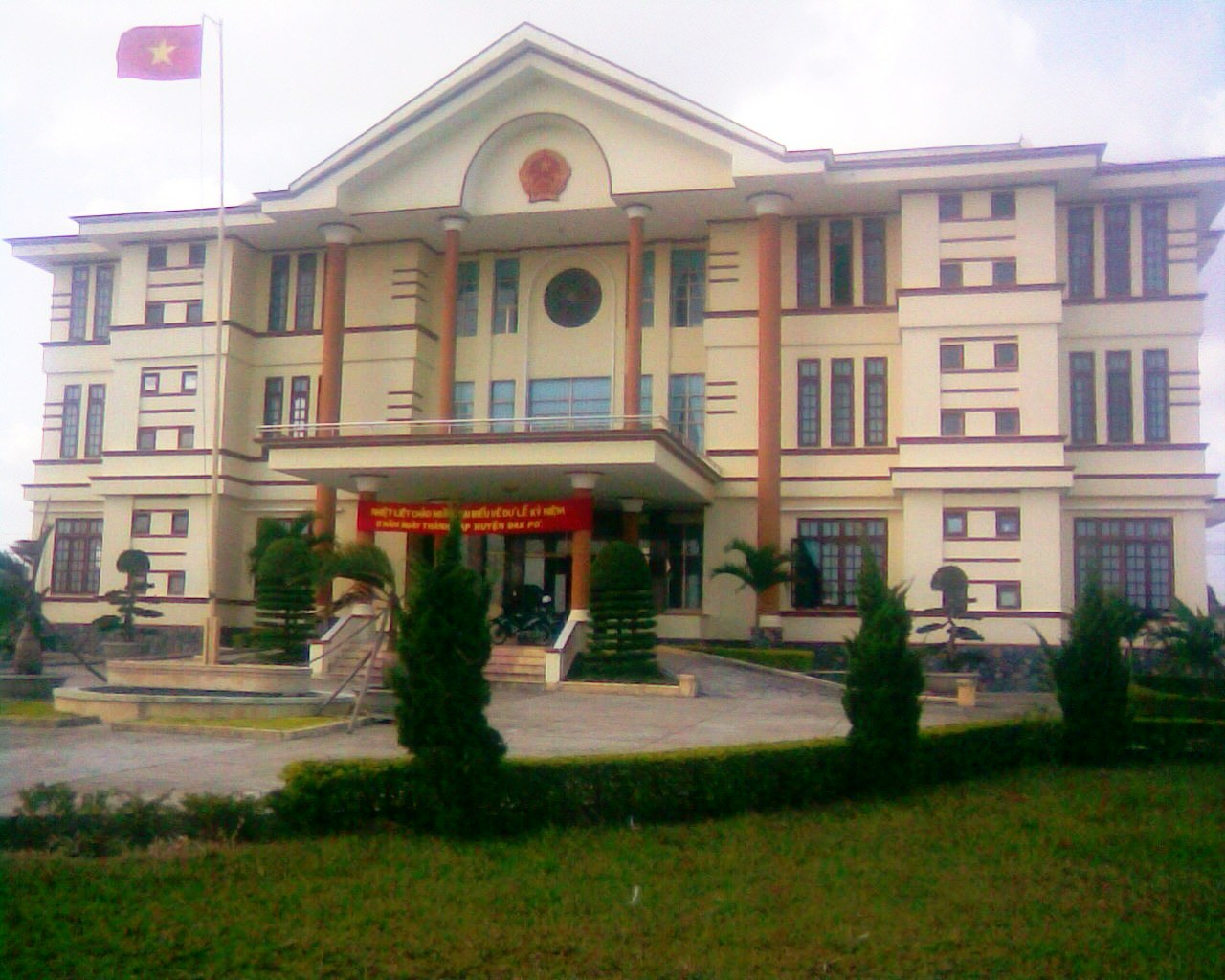
Trụ sở UBND xã Đăk Pơ
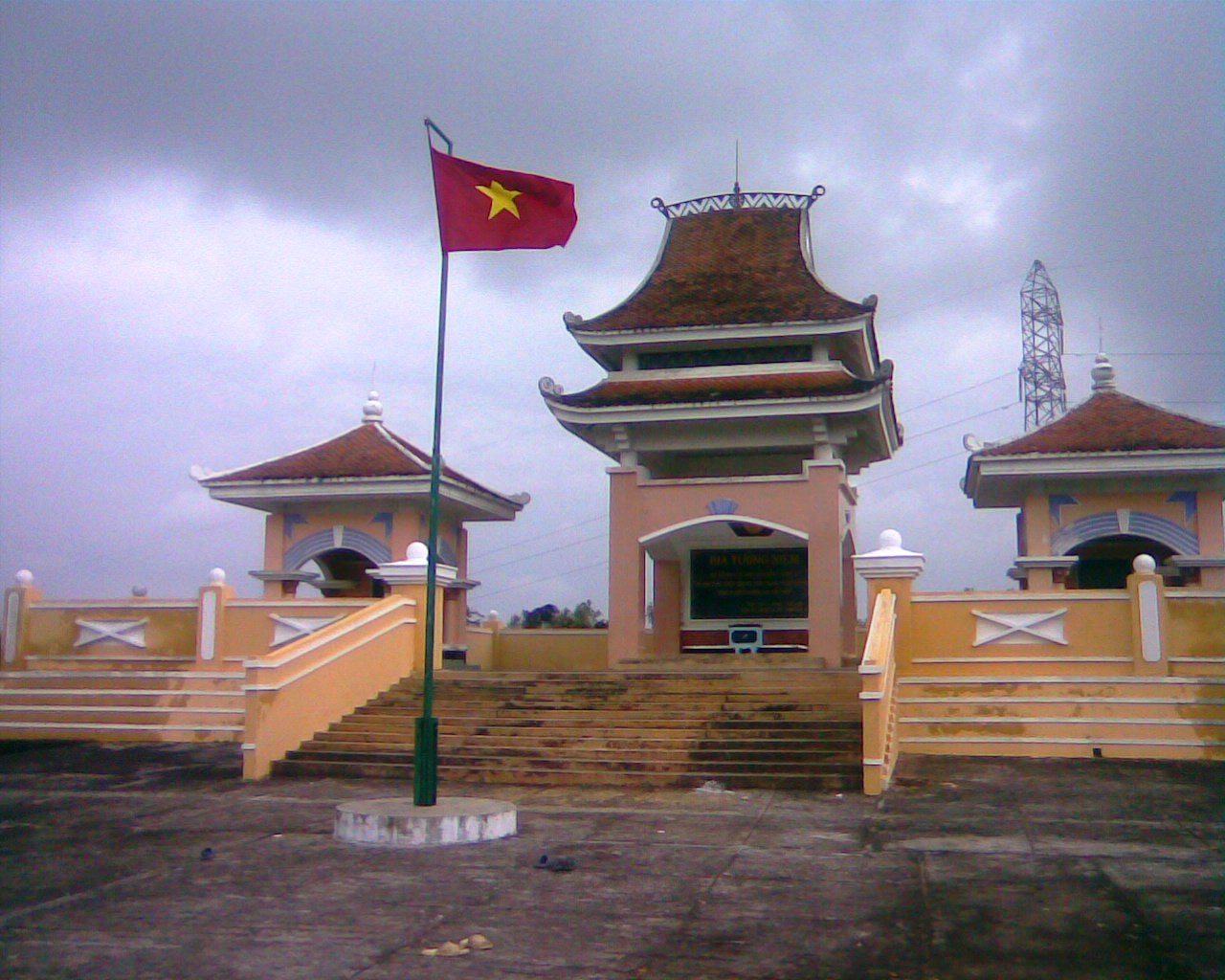